# Bois mort

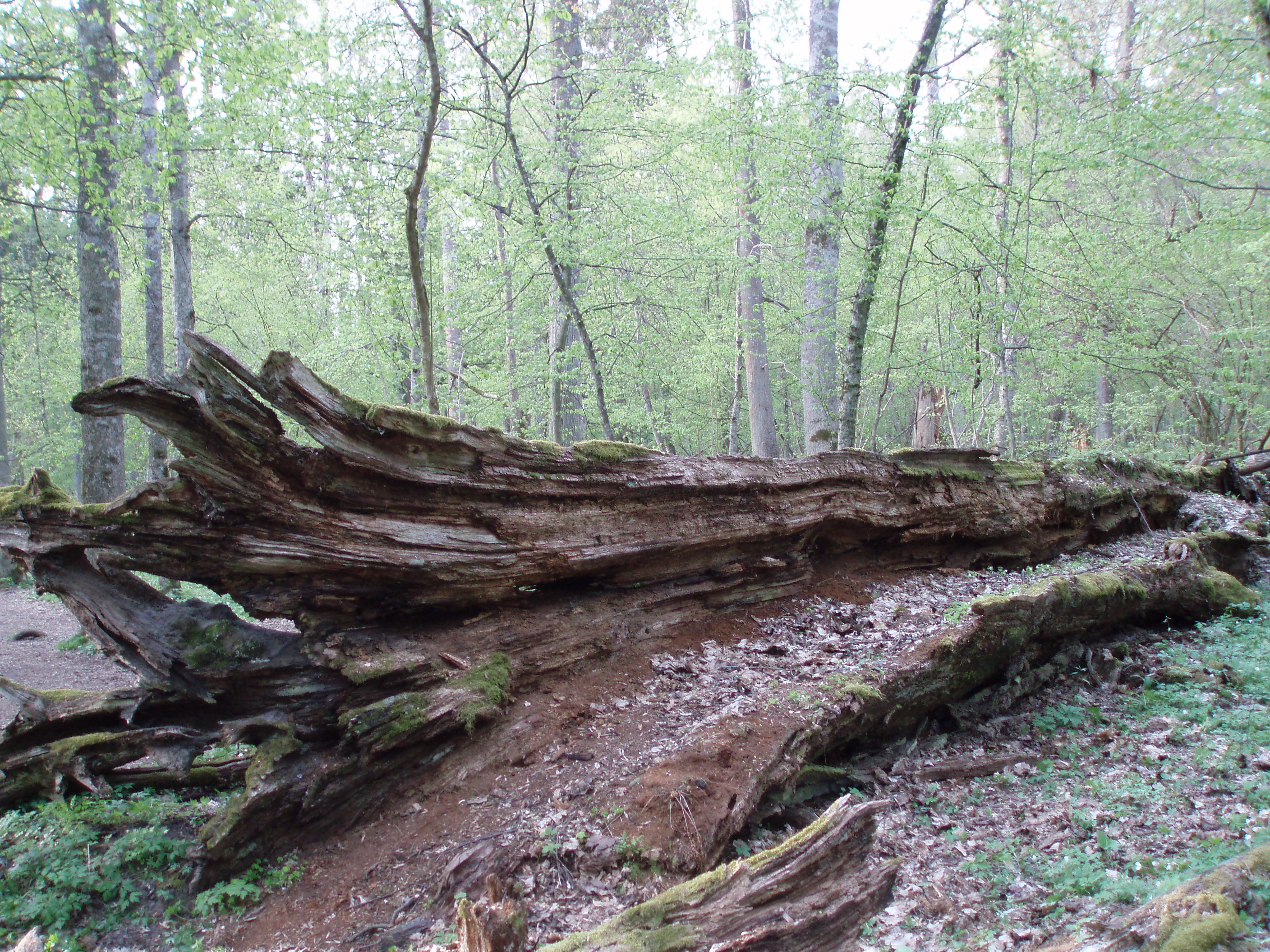
Le bois mort est naturellement très présent dans les forêts primaires (jusqu'à 1/3 de masse de bois, mais qui abrite 1/4 environ de la biodiversité forestière), ici dans la forêt de Białowieża (Pologne).

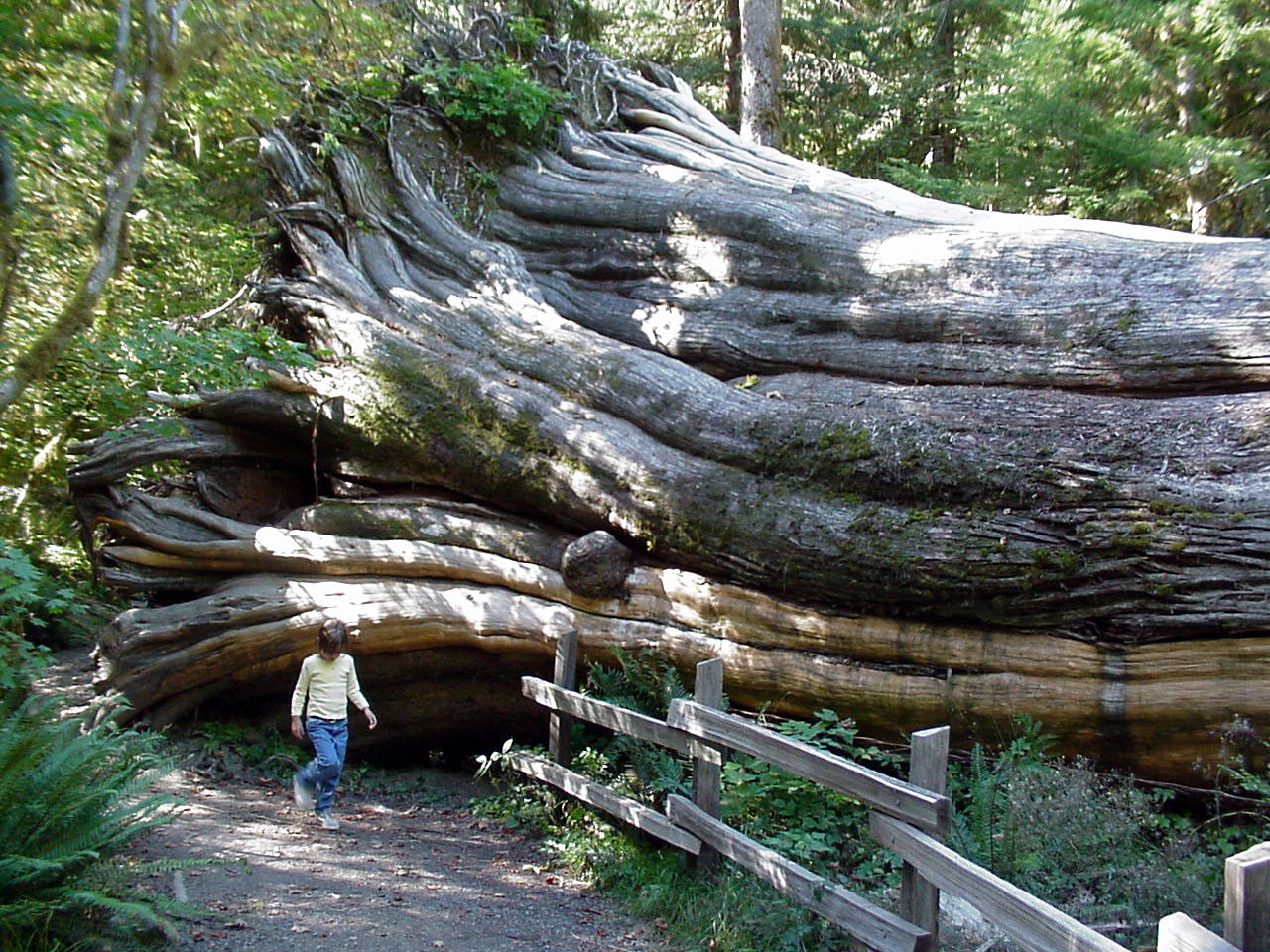
Les très gros bois morts ne gèlent pas à cœur. Pour cette raison, ils abritent des espèces particulières. Ils pourront durant des siècles nourrir des milliers de tonnes d'organismes saproxylophages ou consommateurs de saproxylophages.

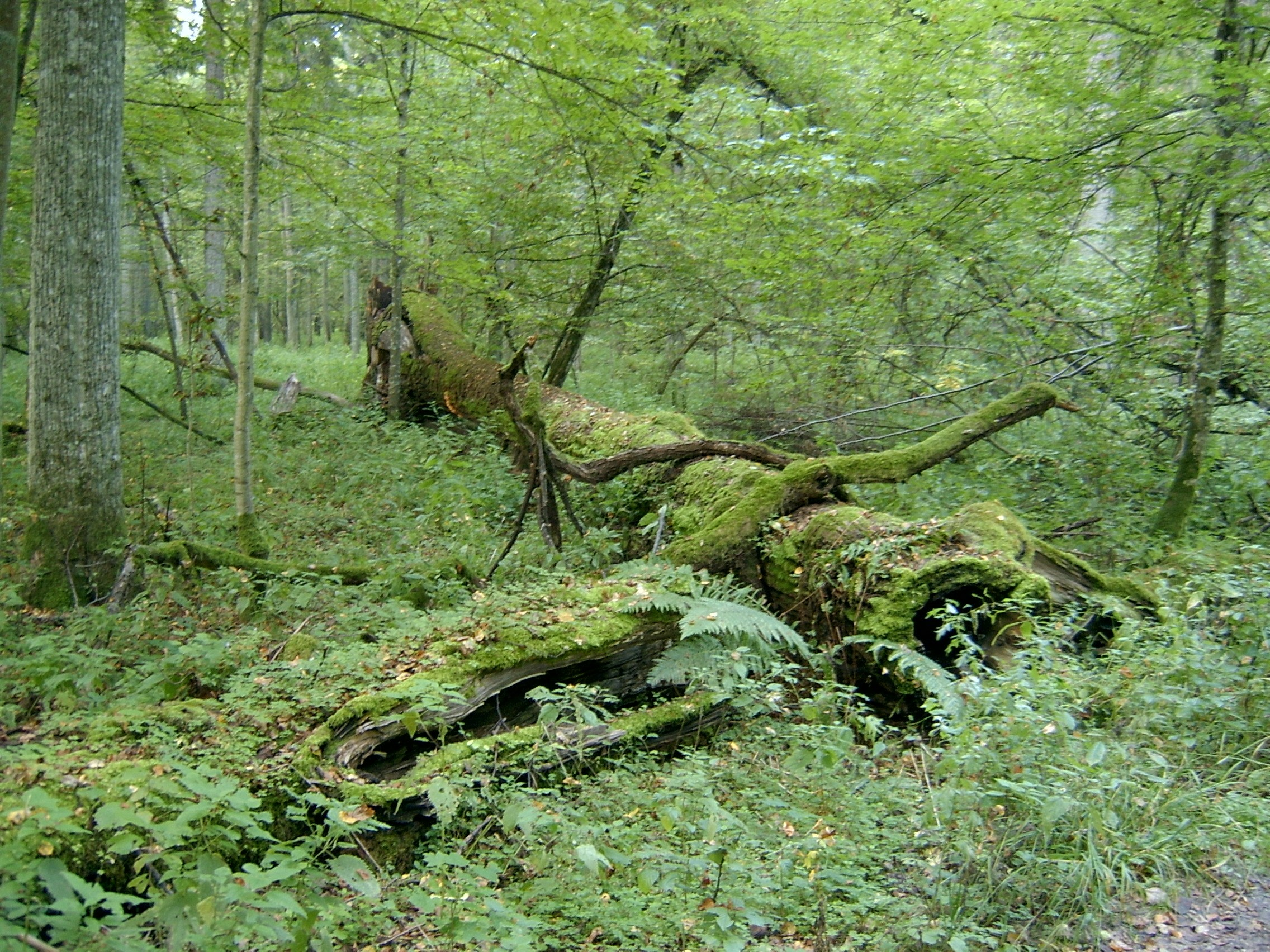
Dans une forêt primaire tempérée, 30 % du bois naturellement présent est mort.

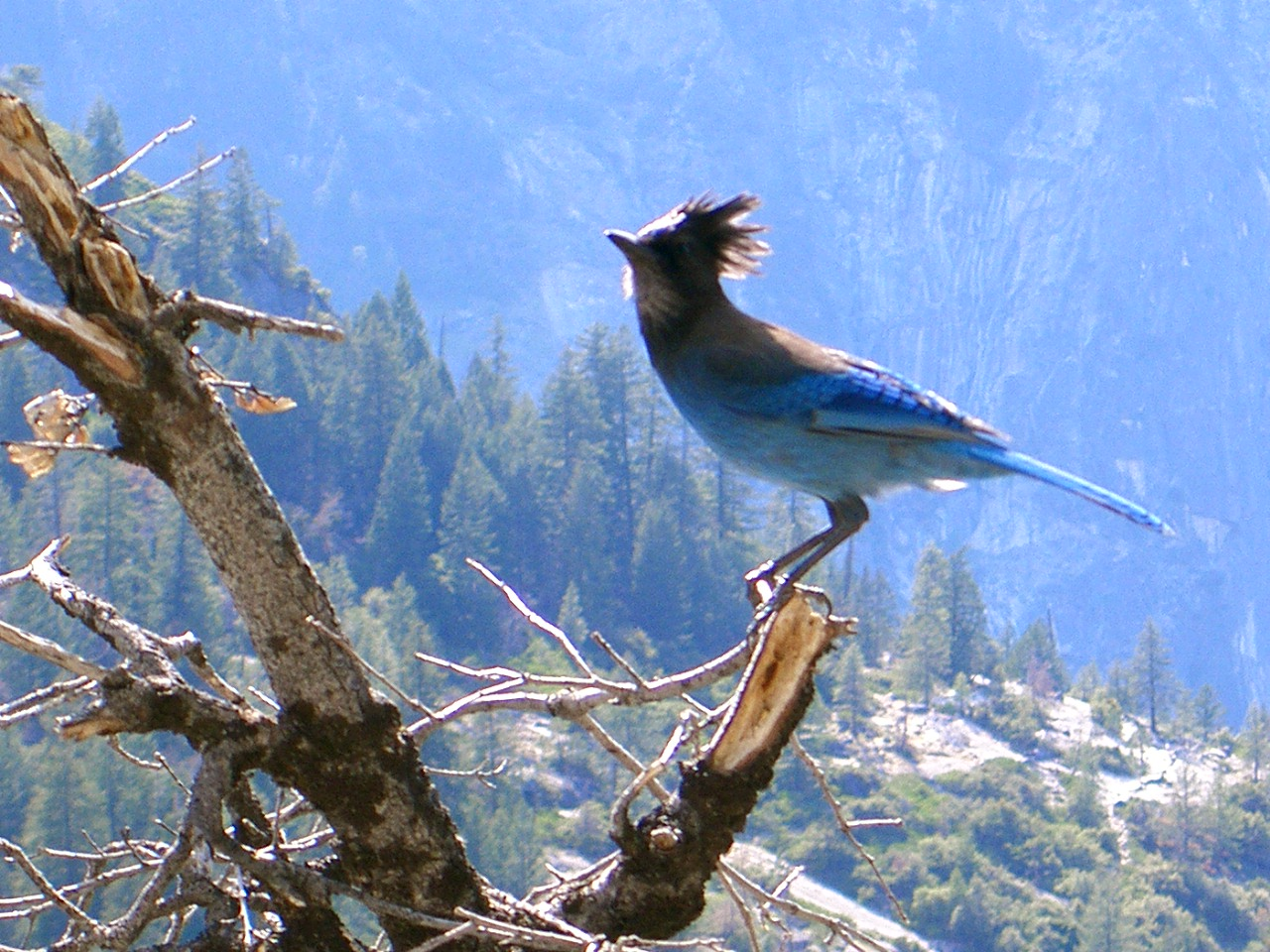
De nombreux oiseaux territoriaux ou chasseurs apprécient les perchoirs à vue dégagée qu’offre le bois mort, comme ici ce geai de Steller.

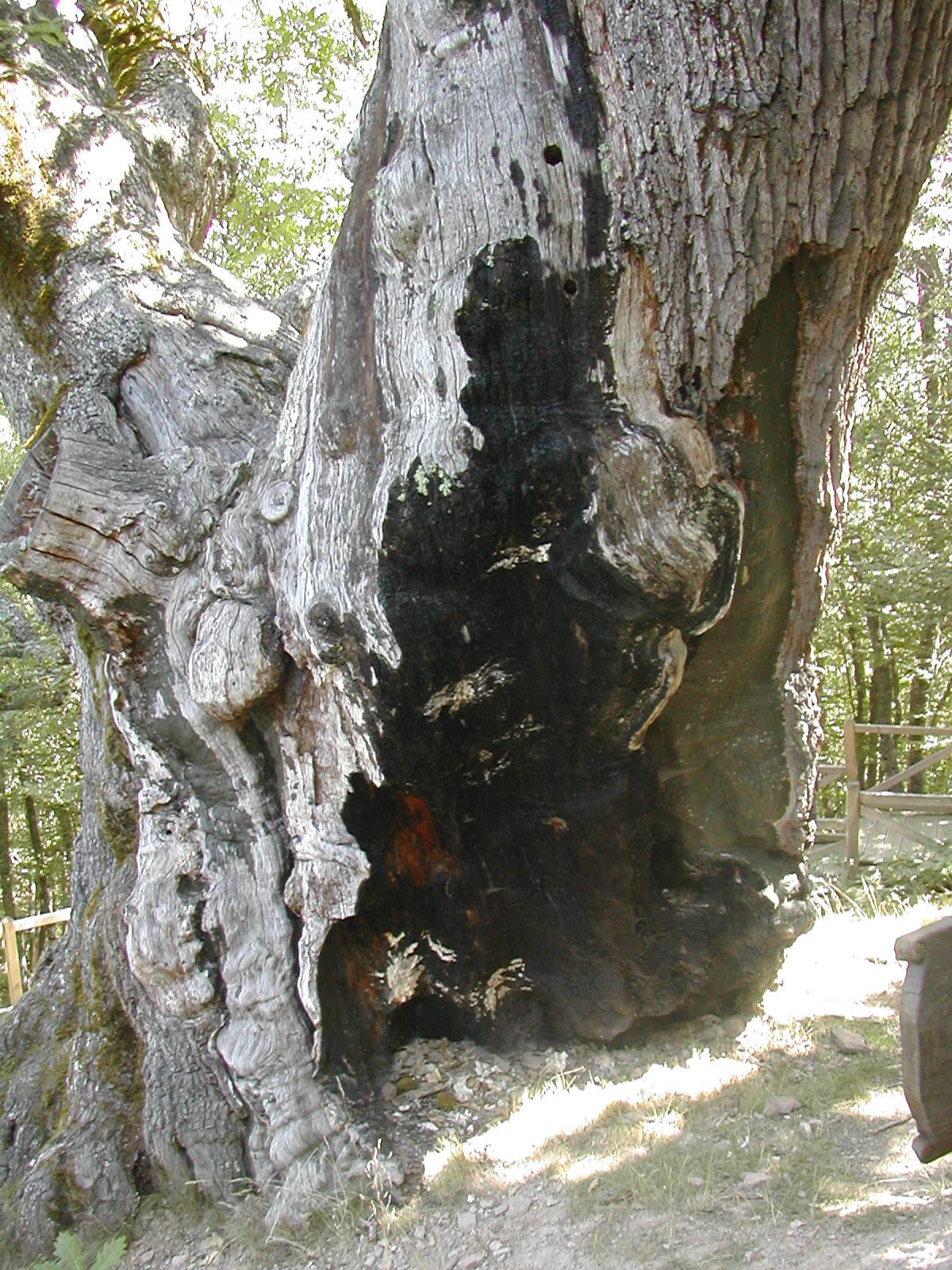
Le feu naturel ou dû au vandalisme est une source de bois mort ou sénescent.

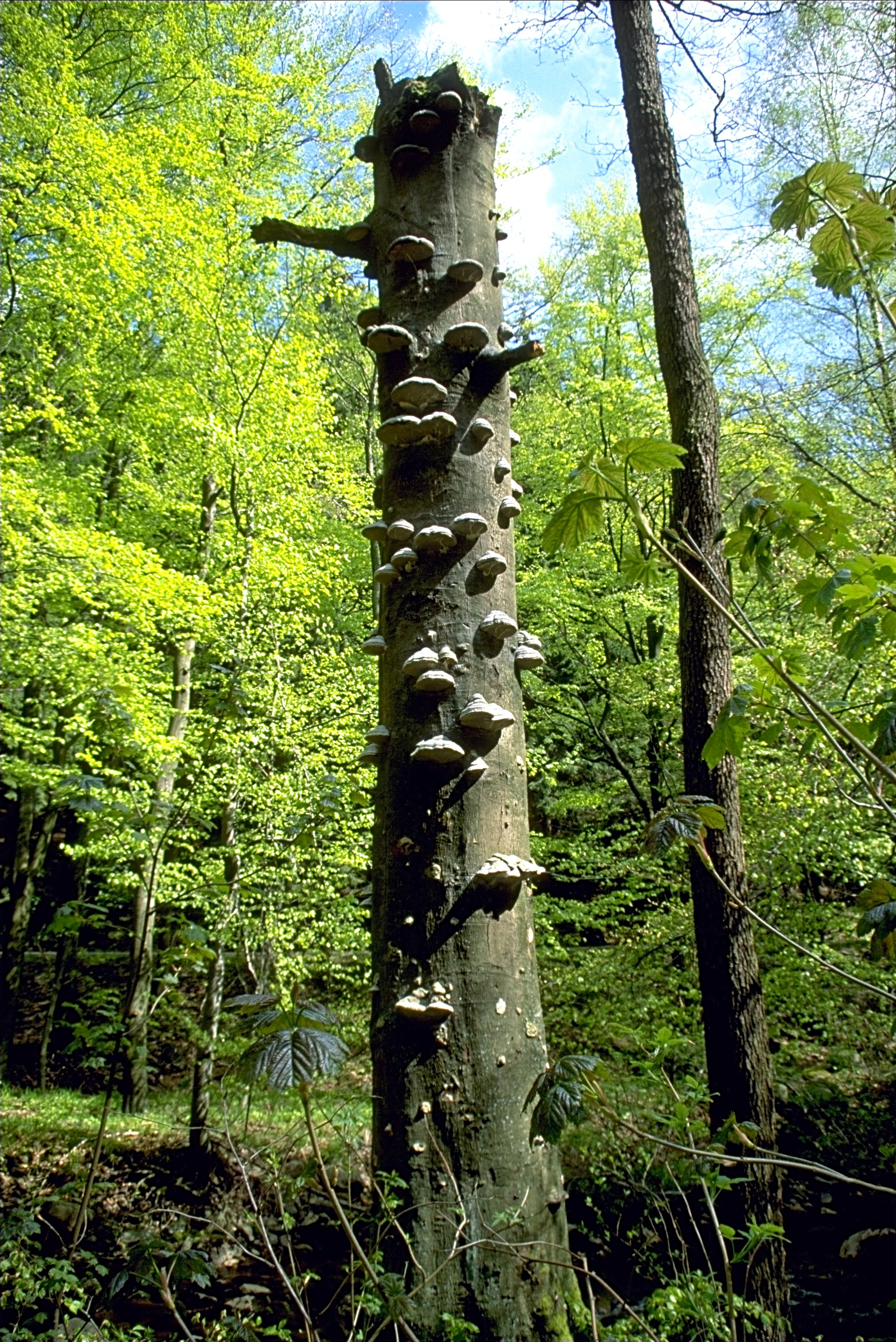
La modélisation mathématique des flux d'air sur un tronc garni de champignons de ce type laisse penser qu'ils contribuent significativement à augmenter la résistance au vent des « chandelles » de bois mort dont ils se nourrissent. On a songé à reproduire de telles formes sur des cheminées industrielles pour augmenter leur résistance aux tempêtes.

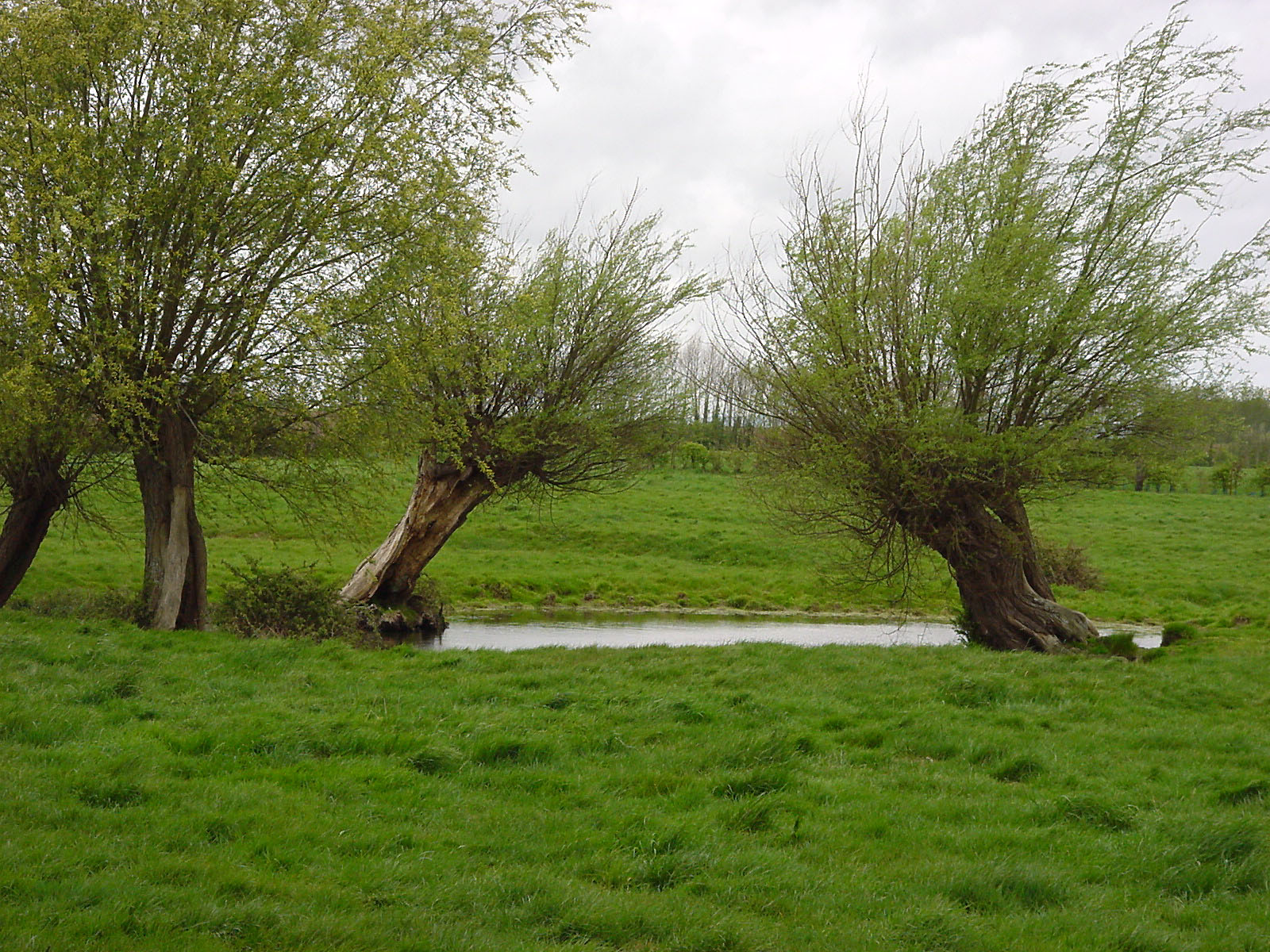
La taille « en têtard » est aussi un moyen d'entretenir longtemps un processus de sénescence qui serait abrégé par la chute du saule, ou sa casse, si on l'avait laissé pousser en « haut-jet ». Le saule têtard peut vivre plus longtemps qu'un saule non taillé, tout en produisant du bois.

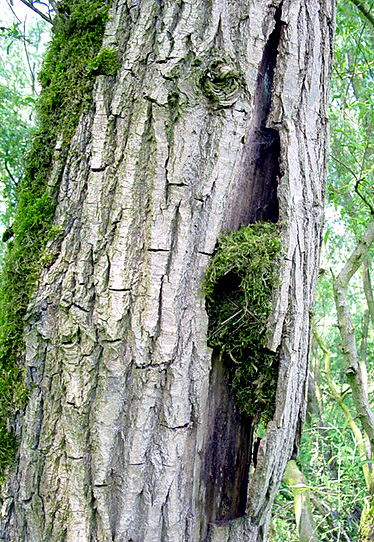
Nid (probablement de troglodyte) construit avec la mousse présente sur le tronc, entre tronc et écorce d'un arbre dépérissant.

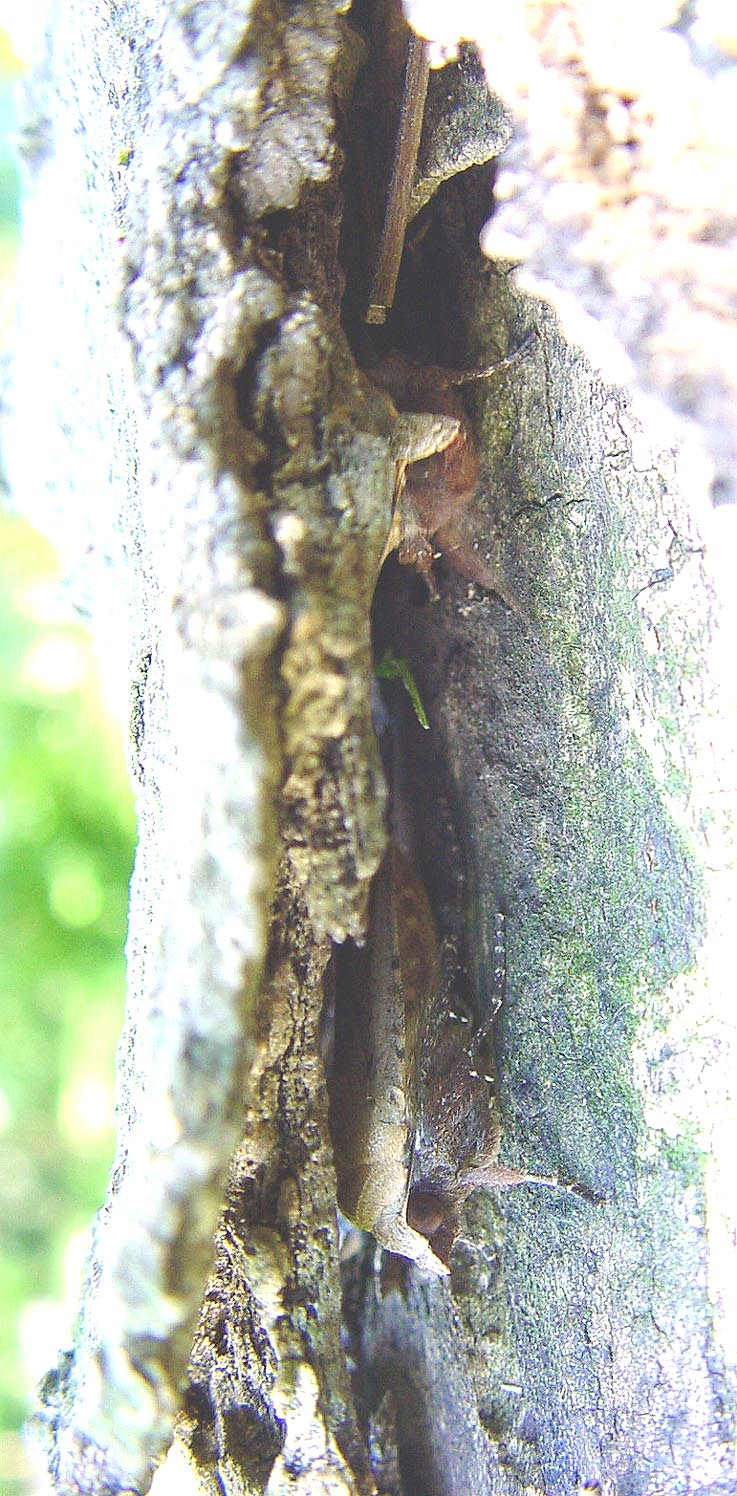
Les écorces à demi décollées constituent une niche écologique ou un abri pour de nombreuses espèces d'invertébrés : ici, deux papillons de nuit cachés sous l'écorce. On y trouve aussi des champignons particuliers, des vertébrés (salamandres, amphibiens, chauve-souris), qui s'y réfugient (provisoirement ou pour passer l'hiver).

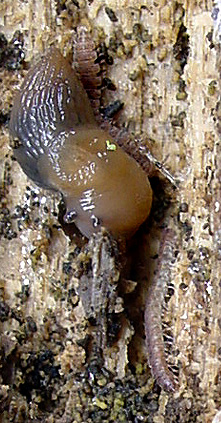
Sous l'écorce morte, une niche écologique se constitue de nombreuses espèces d'invertébrés (ex. : ici, limace et arthropodes) consommant le bois champignoné ou les champignons et bactéries qui le décomposent.

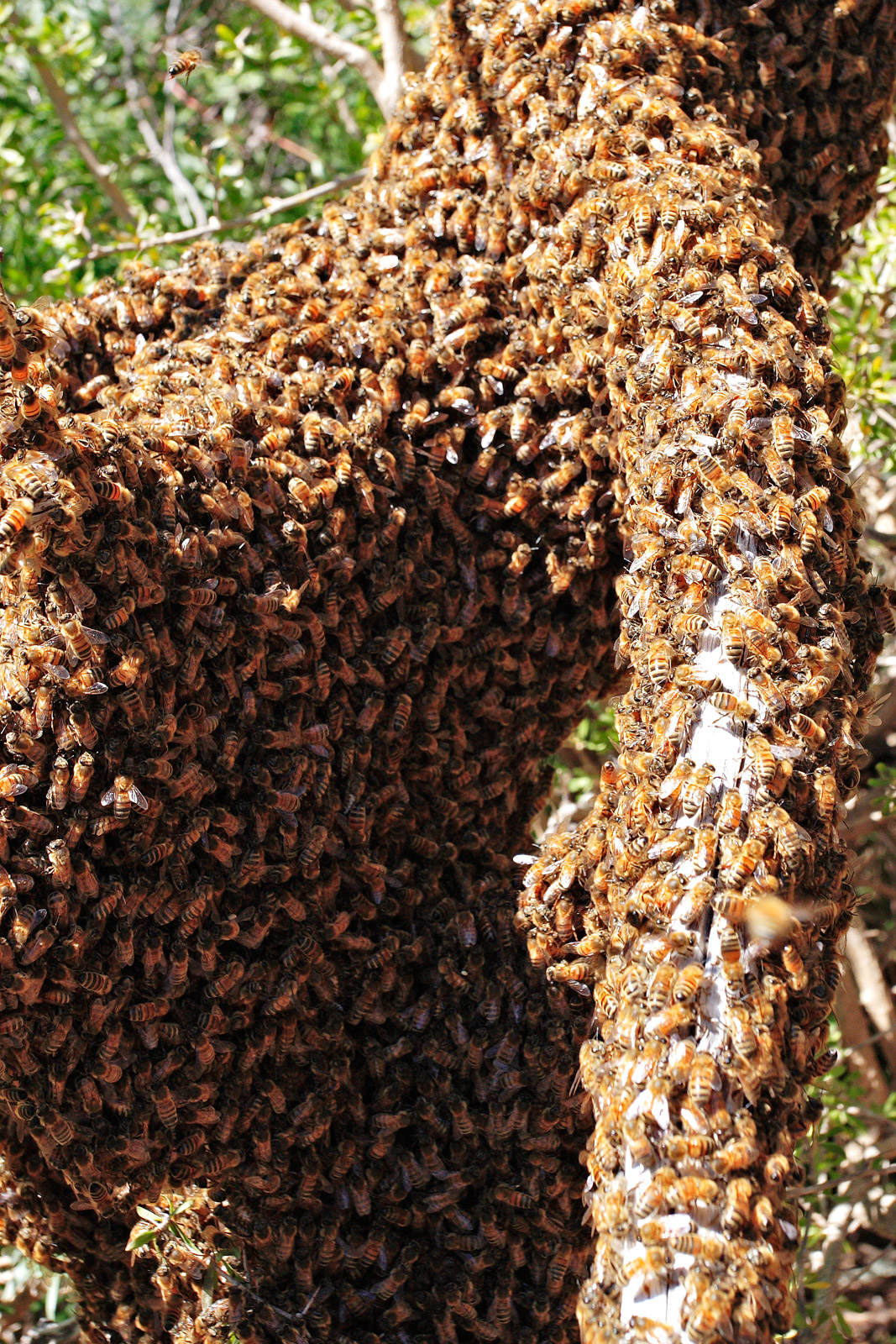
Un arbre tombé sert ici de support à un essaim d'abeilles. L'arbre creux est dans la nature l'habitat le plus naturellement choisi par les abeilles sauvages.

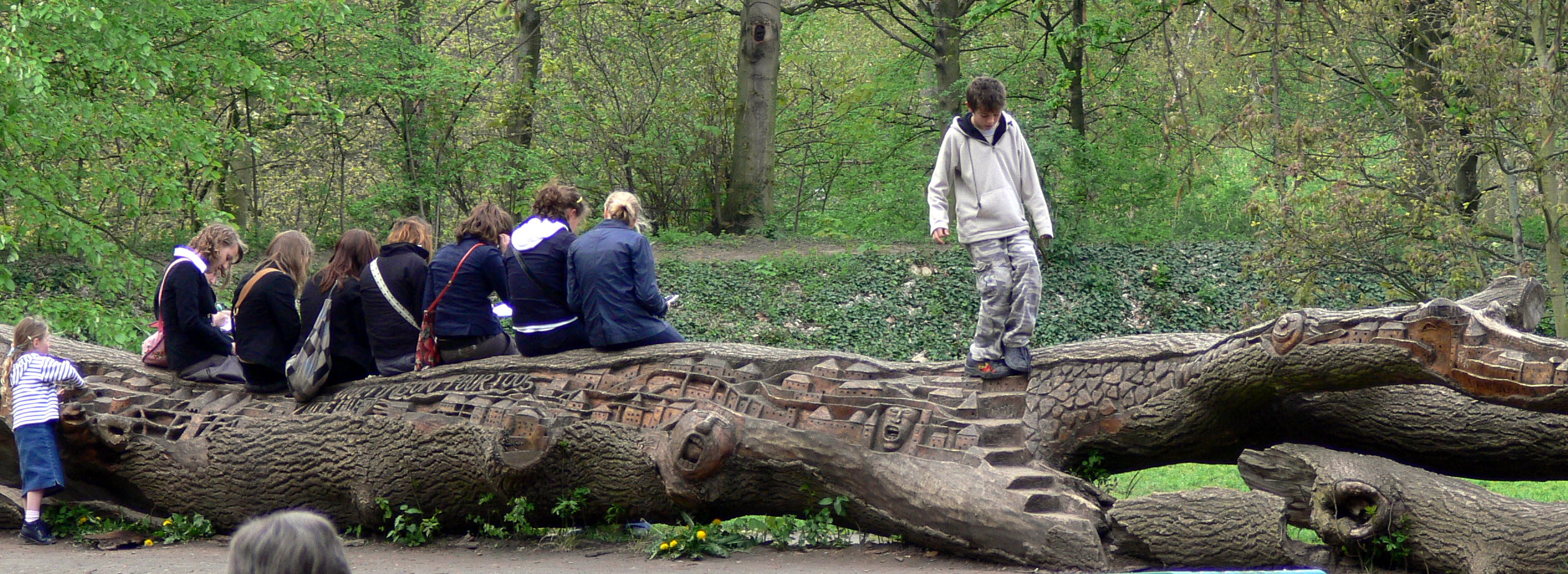
Le tronc d'un arbre abattu par le vent, près d'une zone passante, a été « mis en sécurité » et conservé. Il a été sculpté par un artiste. Ces collégiennes anglaises ont préféré s'asseoir sur cette sculpture, plutôt qu'utiliser les nombreux bancs installés à proximité. Ce tronc n'est pas colonisé par les organismes saproxylophages comme il le serait sans la présence presque constante du public. Lieu : parc de la Citadelle à Lille.

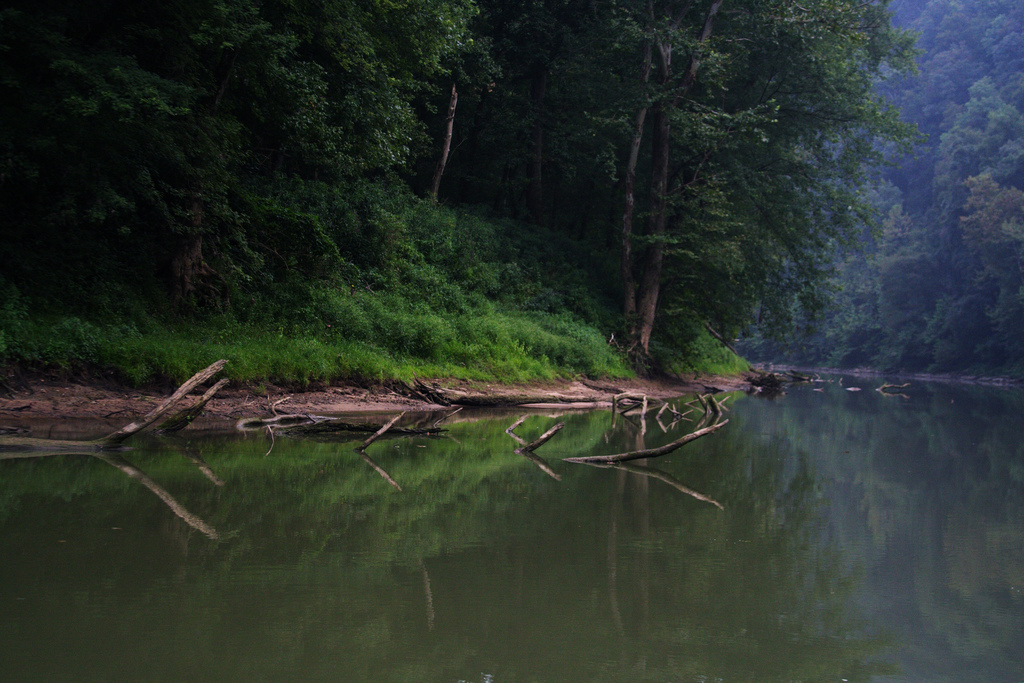
Le bois mort immergé constitue, le long des ripisylves (ou à leur aval), un autre type de niche écologique.

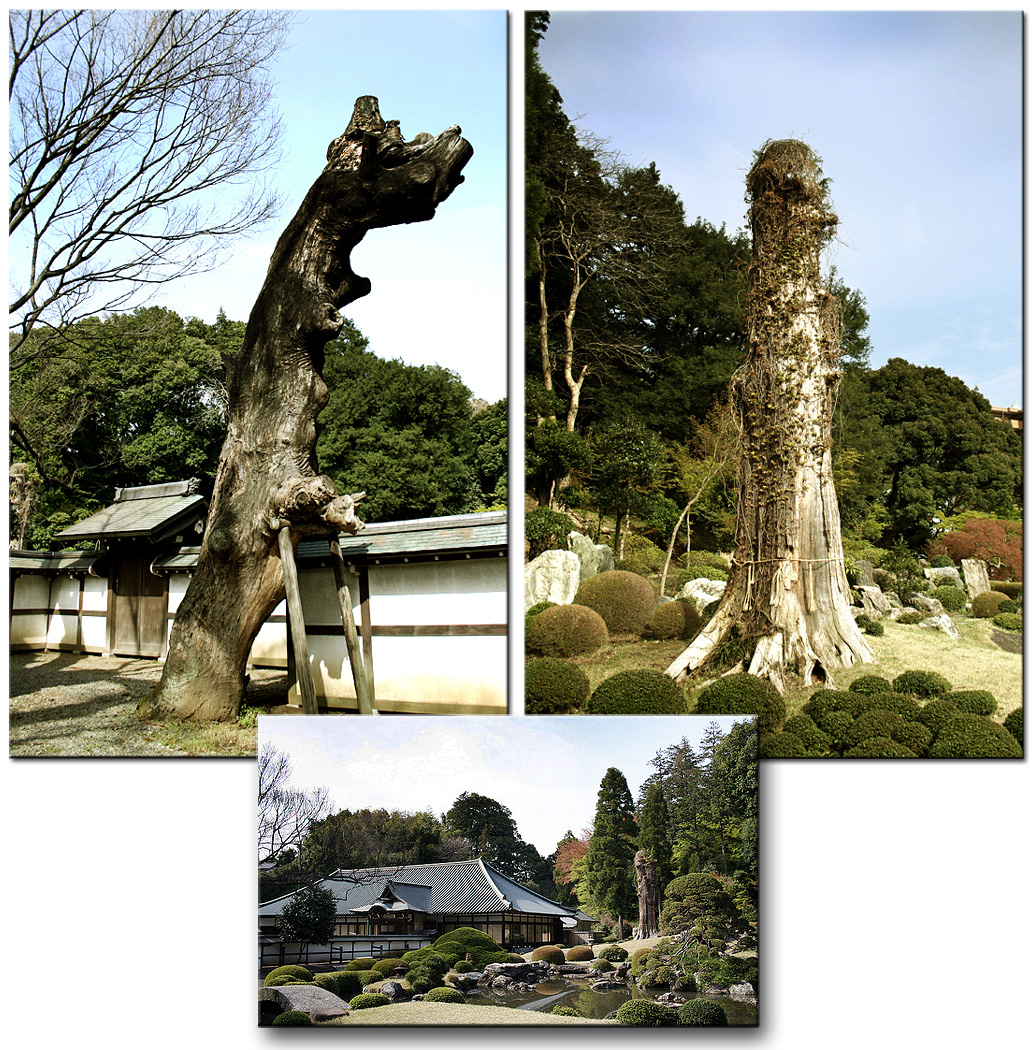
Au Japon, autour des temples et des cimetières, les arbres vénérables sont souvent conservés.

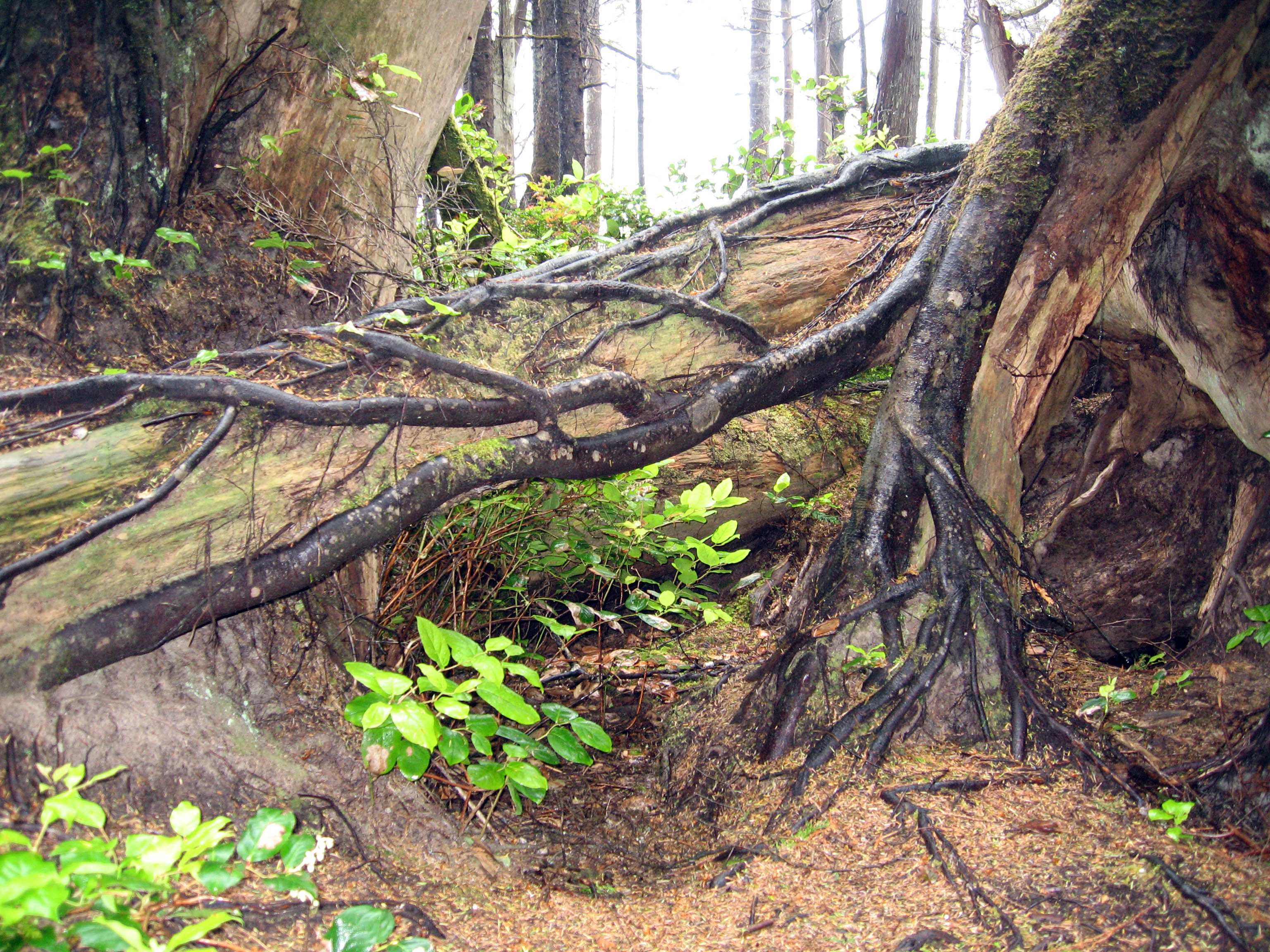
Dans la nature, en particulier en milieu pauvre, le bois-mort est souvent directement utilisé par les racines d'autres arbres, qui l'exploitent au fur et à mesure de sa décomposition.

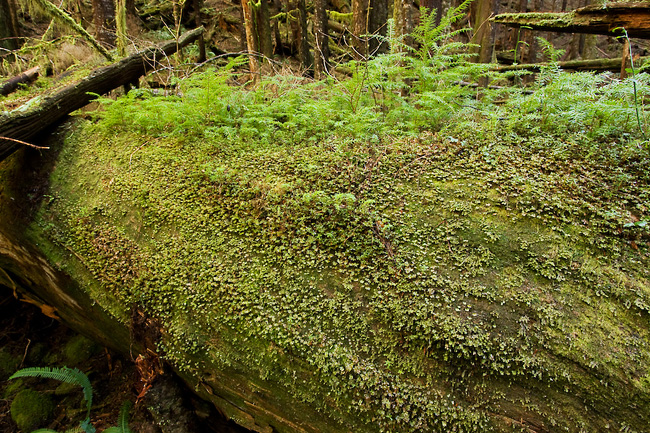
« Tronc-nurserie » (Nurse log pour les anglophones) ; ils sont caractéristiques des forêts anciennes ou à haute naturalité. Ces troncs (couchés ou debout) morts souvent couvert d'une couche de mousse peuvent se gorger d'eau (ou être significativement humide, même en période sèche grâce à des substances mucilagineuses). Ils offrent un terrain de départ aux semis naturels. (ici de Tsuga heterophylla). L'humidité conservée par ces troncs est aussi appréciée voire nécessaire pour diverses espèces d'invertébrés (limaces, escargots, insectes, etc.) notamment consommées par des salamandres sans poumons (très sensibles à la dessiccation).

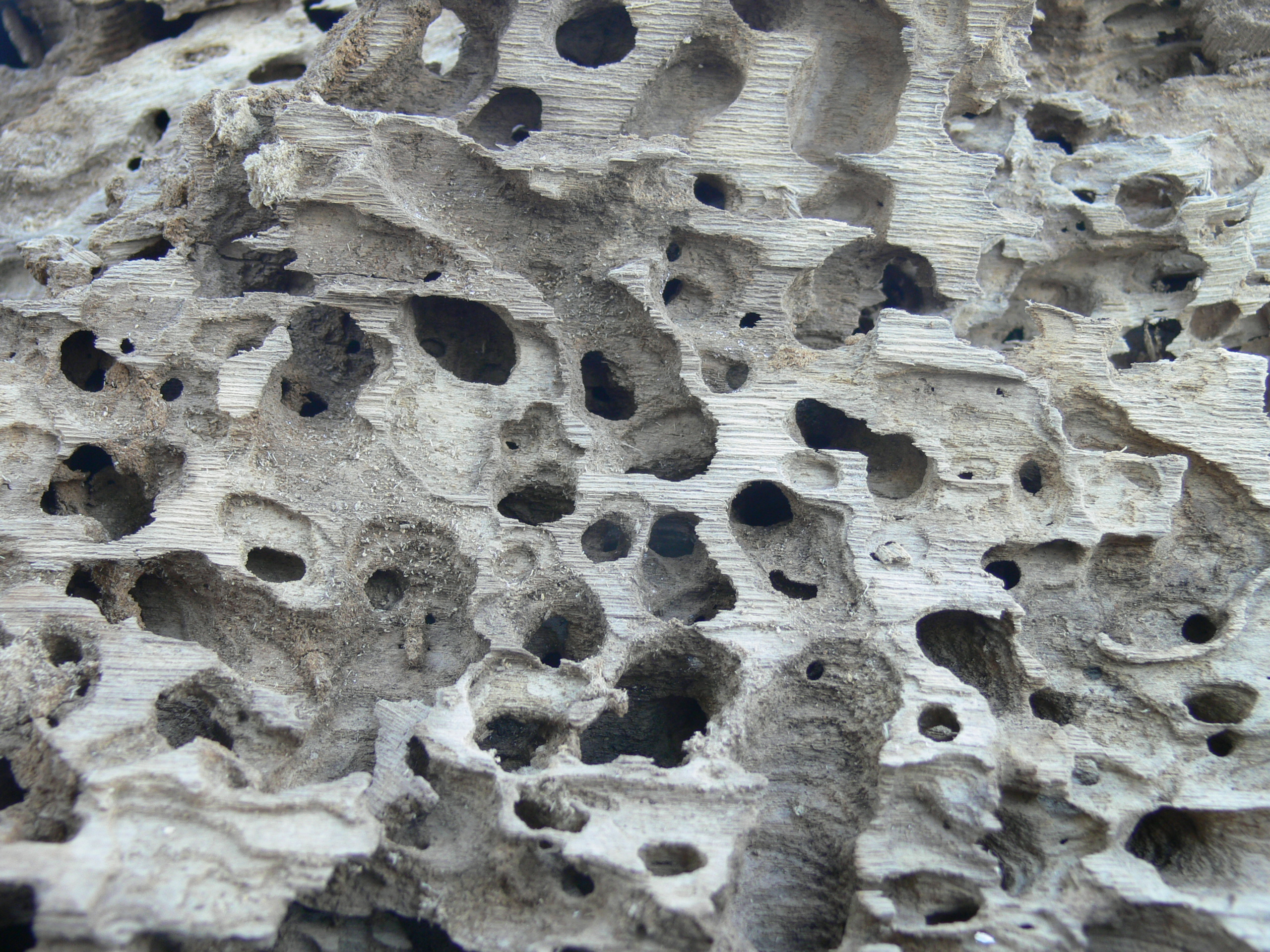
Cœur d’un tronc d’arbre endommagé par une tempête, et consommé par des insectes saproxylophages (coléoptères). Lieu : bois de la Citadelle (Lille).

Dans le domaine de la sylviculture et de l’écologie, le « bois mort » est un compartiment biologique constitué par le bois qui - quelle que soit sa forme - ne comporte plus de cellules vivantes. Il s'agit d'arbres morts, sur pied (volis), au sol (chablis) ou un plan d'eau ; de toute partie morte d’un arbre (arbre blessé, sénescent, ou « surâgé ») ou de n'importe quel morceau de bois (dont les branches et branchettes) suspendu ou tombé au sol ou dans l’eau (rivières, fleuves, lacs d'eau douce).
Dans un cours d'eau, ce bois contribue aux « embâcles » (mot habituellement négativement connoté, alors qu'ils ont une grande importance écologique) ou être utilisé par des castors pour faire leur barrage.
Au cours de sa décomposition (durant plusieurs siècles pour les grosses pièces), le bois mort va abriter une succession de communautés animales, bactériennes et fongiques, qui en France constitue près de 25 % de la biodiversité forestière. Cependant, deux tiers des espèces du bois mort ne peuvent s'y développer qu'après l'âge d'exploitabilité économique ou technologique des arbres (quand les cavités et autres micro-habitats (« dendro-micro-habitats ») liés à la sénescence deviennent plus nombreux, ou dans les troncs de vieux arbres morts. En raison d'un « déficit généralisé du bois mort dans les forêts exploitées », elles sont en péril et ne survivent que dans quelques îlots de forêts subnaturelles. De même les oasis sous-marines formées par les arbres morts apportés en mer par les fleuves, sont fortement raréfiées par l’exploitation des forêts et du nettoyage des embâcles. Mais selon C. Bouget, écologue à IRSTEA, des pistes de « gestion réalistes et favorables à la biodiversité peuvent être définies ».

## Enjeux
Le bois mort prend une importance croissante. En effet, la mort de l’arbre n’est pas celle des hôtes qu’il abrite, bien au contraire. « Même mort, l’arbre continue à donner la vie et préparer le terreau en se décomposant pour mieux accueillir ses successeurs. Il continue à être un lieu de vie et d’étape. » Diverses études faites depuis les années 1970 ont montré qu'il était une condition de maintien d'une grande partie de la biodiversité des forêts et de leur fertilité (recyclage de la lignine et cellulose). Il semble également important pour le bon déroulement des cycles naturels liés à d'autres écosystèmes boisés (ripisylve, savane, bocage…).
Les arbres sur-âgés, mourants ou morts, ainsi que le petit bois mort au sol jouent aussi un rôle vital dans le fonctionnement, la résilience et la productivité des écosystèmes forestiers et assimilés. Ils constituent une niche écologique abritant près d'un quart de la biodiversité forestière. Ils sont impliqués dans le cycle et stockage du carbone, dans les cycles des éléments nutritifs, les flux d'énergie au sein des écosystèmes, la production de sol et leurs capacités hydrologiques, et enfin dans la bonne régénération naturelle forestière.
À titre d’exemple, les scientifiques anglais estimaient au début du XXIe siècle que le bois mort ou sénescent était un habitat vital pour 1 700 espèces d’invertébrés rien qu'en Grande-Bretagne (soit 6 % de l'ensemble de la faune connue de Grande-Bretagne). Mais 40 % de ces invertébrés étaient déjà classés rares ou sur la liste rouge des espèces menacées dans ce pays. Cette importance fait aujourd’hui consensus dans le monde scientifique, mais cela n’a pas été le cas depuis le XIXe siècle.
Ces espèces se raréfient dans tout l'hémisphère Nord, par manque d'offre en bois mort et manque d'arbres sénescents (en raison d'une sylviculture dite dynamique qui diminue les rotations, y compris pour des bois durs tels que le chêne). Dans le même temps, des questions similaires se posent dans le monde animal, avec la disparition de l’offre en cadavres de gros animaux pour les nécrophages et détritivores qui recyclaient autrefois cette nécromasse animale (question qui semble plus difficile à résoudre en raison des risques hygiéniques supposés ou avérés (contagion microbienne, contamination de l’eau, etc.). De nombreux consommateurs de champignons et d'invertébrés forestiers (oiseaux, reptiles et amphibiens et chauve-souris notamment) dépendent beaucoup de ces deux ressources pour leur survie.
Selon l'essence, le volume et la conformation du bois, selon la manière dont il a été taillé (haie, émondage, têtard..), selon son exposition au vent et au soleil et qu’il présente ou non des fentes, caries, trous facilitant l’entrée des décomposeurs, selon l'humidité, l’arbre mort ou le bois mort mettra un temps plus ou moins long à se décomposer. La dessiccation ralentit le processus de décomposition, surtout si le tronc est écorcé et exposé au soleil. Par exemple, dans le secteur boisé du parc de Windsor (Grande-Bretagne), un monolithe de chêne est demeuré debout durant plus de 55 ans, alors qu'un monolithe voisin de hêtre s’est effondré après seulement 15 ans.

## Vocabulaire et définitions
L'état de « bois mort » n’est pas statique. C'est un état de transformation dynamique. Andrew Cowan propose donc de plutôt parler de « bois dépérissant ou en cours de dégradation », car si la sève ne parcourt plus ce bois, il est encore et pour longtemps le siège d’une vie très riche ; ce que Janine Petit de FNE a en France résumé par l’expression paradoxale « Rien de plus vivant que le bois mort ». On distingue en général :
- le « bois mort sur pied » est (pour l'IFN) « un arbre ne présentant aucun signe de vie au-dessus de 1,30 m, et toujours sur pied, cassé ou non au niveau de son tronc ou de son houppier »[12] ;
- le « chablis » est (pour l'IFN) : un « arbre déraciné sous l'action de différents agents naturels (vent, foudre, neige, chute d'un autre arbre) ou pour des raisons qui lui sont propres (vieillesse, pourriture, mauvais enracinement), sans intervention de l'homme »[12] ;
- la « chandelle » ; tronc mort, démunis de branches, mais encore debout sur ses racines : l'étêtage peut être naturel (à la suite d'une tempête, de la foudre ou d'une casse progressive des branches) ou d’origine humaine (mise en sécurité, taille « dure » ayant induit la mort de l’arbre) ;
- le « bois mort au sol » : « pièce de bois (branche ou tronc) détachée de sa souche naturellement ou artificiellement, ou arbre chablis mort, en contact ou non avec le sol, avec toutes les branches qui lui sont restées attachées »[12] ;
- le « bois flotté » ; on le trouve sur les rives de cours d'eau, en mer et dans les lacs salés. Les gros bois flottés sont encore recherchés pour la construction, car relativement imputrescibles (si le bois est resté longtemps dans l’eau, les éléments nutritifs en ont été lessivés. Il devient ainsi difficile à dégrader par les champignons, bactéries et insectes). Par ailleurs, les bois trouvés en mer ont une teneur en sel qui les rend moins sensibles au feu ;
- le bois coulé. Dans les cours d'eau, les lacs ou en mer, il constitue une niche écologique spécifique pour de nombreuses bactéries, des insectes benthiques, des champignons aquatiques et divers mollusques. Il sert d'abri à des poissons, alevins, crustacés, etc. ou de support à certaines plantes[6] ;
- le chronoxyle est un bois mort reconstitué ou volontairement déplacé pour des raisons esthétiques, pédagogiques ou scientifiques. Il existe même des outils pédagogiques basés sur ce principe[13] ;
- cas particuliers : par exemple, des quantités importantes d’arbres sont morts noyés lors de la construction de grands barrages hydroélectriques en forêt tropicale humide. Ils polluent les eaux profondes en se décomposant lentement (émissions de phénols toxiques, consommation de l’oxygène des couches profondes). Certains de ces arbres ont une valeur commerciale élevée ; localement, des chantiers de bûcheronnage subaquatique ont été mis en place pour les récupérer au moyen de tronçonneuses spéciales fonctionnant sous l’eau.
Divers cours d’eau — en Amérique du Nord notamment — ont été au XIXe siècle et au XXe siècle pollués par les troncs qui ont coulé au cours de la descente des rivières par flottage en aval des bassins versants où les coupes rases étaient pratiquées et en amont des scieries et/ou papeteries qui recevaient ces troncs.
Dans ces derniers cas, le bois mort a pu être déplacé sur des dizaines à centaines de kilomètres à partir de l’aval via le cours d’eau ou entraîné par un courant marin, alors qu’en forêt non inondée, le bois mort est habituellement trouvé à proximité de son lieu d’origine (hormis quand il a été importé par un castor, un ragondin ou un rat musqué pour la construction de son barrage ou de sa hutte) et à moindre échelle lorsqu’il a été utilisé pour la construction de nids par des oiseaux. Ces déplacements jouent un rôle important pour la dispersion et le mélange génétique des espèces associées au bois mort.

## Histoire et perceptions
Le bois mort est le bois le plus facile à collecter et à transporter. Il a probablement été ramassé depuis la Préhistoire de manière privilégiée ; comme bois de feu et de construction (clôtures, habitations, avec localement aussi le bois flotté apporté sur les plages, jusque chez les inuits par exemple).

### Perceptions traditionnelles
Le bois mort a souvent eu un statut particulier, dont celui qui est ou était le sien dans la forêt communautaire, royale, publique ou privatisée.
Dans le monde, de nombreux arbres anciens et morts sont vénérés et sacrés.
En Afrique, sa collecte est encore interdite dans les forêts sacrées du Bénin, siège des dieux et esprits du village, sauf avec autorisation du sacrificateur qui peut intercéder auprès des esprits pour qu’ils n’en soient pas courroucés. Au Cameroun, les enfants et les femmes peuvent le collecter dans une forêt sacrée, mais après en avoir averti le sacrificateur, ou avoir reçu sa permission.
Dans certaines forêts africaines, seul le bois mort est autorisé pour la fabrication de charbon de bois ;
La notion de chronoxyle peut parfois approcher celle d'arbres remarquables, d'arbre vénéré ou respecté pour des raisons historiques, familiales (tombe ou esprit des ancêtres) paysagère ou religieuses. Ci-contre, deux arbres morts ont été mis en sécurité et conservés dans les jardins de Kagoyamaen (Japon).
En Europe, Depuis le Moyen Âge au moins, si le bois vivant était réservé au roi, aux moines ou aux seigneurs, le droit coutumier permettait (et permet localement encore) qu'il puisse être gratuitement ramassé par les riverains ou voyageurs, à certaines conditions (ex : autorisation préalable, sans outils lors de la cueillette, sans droit d'en faire commerce, etc.) Bartoli et Gény (2005). 
La présence de bois mort fait aussi partie des six indicateurs de biodiversité définis par la conférence de Vienne en 2003. Mais le bois mort souffre encore d’un déficit d’image auprès de la population française. Il est l’un des aspects les moins appréciés par les usagers des forêts (Dobré et al., 2006) qui plébiscitent toujours l’archétype de la forêt gérée, maîtrisée, propre (OPRESE, 1998).
En France, récemment encore les « scouts » bénéficiaient d’une tolérance leur permettant de l’utiliser comme bois de feu dans les forêts publiques gérées par l’ONF, sauf en cas de risque d'incendie. Une directive interne de l'ONF y fait explicitement mention pour la première fois en 1993, précisant que « le maintien de quelques arbres sénescents ou morts (au moins un par ha) est très favorable à la biodiversité, voire nécessaire à la conservation de certaines espèces ». En 2009, l'ONF ajoute un chapitre à cette instruction, visant la constitution d'un maillage de vieux bois, important pour la conservation du bois mort. 
Le programme de recherche « RESINE » (« Représentations sociales et intérêts écologiques de la nécromasse »), piloté par l'Irstea, a mené durant trois ans (2006-2009) une étude pluri-disciplinaire sur la nécromasse, incluant les représentations sociales du bois mort en forêt. Ce travail a confirmé d'une part que les risques d'accidents provoqués par des chutes d’arbres ou de branches provenant d'arbres morts ou sénescents sont très limités, « très majoritairement matériels et de faible gravité », et d'autre part que beaucoup de craintes des forestiers quant aux impacts phytosanitaires pourraient, selon l'Irstea, « être clarifiées par un simple effort pédagogique sur les liens entre les bois morts et les quelques espèces de Mycètes ou d'insectes xylophages à risque ».

### Connotation plutôt négative
Les écoles de sylviculture nées de l’époque des Lumières sont basées sur la rationalisation des ressources, conception qui attribue au bois mort une connotation plutôt négative, voire très négative.
C'est un bois jugé inutile, qui donc n'a plus sa place dans l'économie forestière, tout comme les très vieux arbres considérés comme éléments de surcapitalisation ; Ainsi quand Buffon en 1764 décrit la nature sauvage telle qu’aperçue par certains de ses contemporains « à première vue », il nous dit « Voyez (../..) ces tristes contrées où l'homme n'a jamais résidé, couvertes ou plutôt hérissées de bois épais et noirs dans toutes les parties : des arbres sans écorce et sans cime, courbés, rompus, tombant de vétusté ; d'autres, en plus grand nombre, gisant auprès des premiers, pour pourrir sur des monceaux déjà pourris, étouffent, ensevelissent les germes prêts à éclore. La nature, qui partout ailleurs brille par sa jeunesse, paroît ici dans la décrépitude ; la terre, surchargée par le poids, surmontée par les débris de ses productions, n'offre, au lieu d'une verdure florissante, qu'un espace encombré, traversé de vieux arbres chargés de plantes parasites, de lichens, d'agarics, fruits impurs de la corruption : dans toutes les parties basses, des eaux mortes et croupissantes, faute d'être conduites et dirigées ; des terrains fangeux, qui, n'étant ni solides ni liquides, sont inabordables, et demeurent également inutiles aux habitants de la terre et des eaux ; des marécages qui, couverts de plantes aquatiques et fétides, ne nourrissent que des insectes vénéneux et servent de repaire aux animaux immondes. Entre ces marais infects qui occupent les lieux bas, et les forêts décrépites qui couvrent les terres élevées, s'étendent des espèces de landes, des savanes qui n'ont rien de commun avec nos prairies (../..) Nulle route, nulle communication, nul vestige d'intelligence dans ces lieux sauvages : l'homme, obligé de suivre les sentiers de la bête farouche, s'il veut les parcourir, est contraint de veiller sans cesse pour éviter d'en devenir la proie ; effrayé de leurs rugissements, saisi du silence même de ces profondes solitudes, il rebrousse chemin et dit : La nature brute est hideuse et mourante ; c'est moi, moi seul qui peux la rendre agréable et vivante : desséchons ces marais, animons ces eaux mortes en les faisant couler ; formons-en des ruisseaux, des canaux, employons cet élément actif et dévorant qu'on nous avoit caché, et que nous ne devons qu'à nous-mêmes ; mettons le feu à cette bourre superflue, à ces vieilles forêts déjà à demi consommées ; achevons de détruire avec le fer ce que le feu n'aura pu consumer : bientôt, au lieu du jonc, du nénuphar, dont le crapaud composoit son venin, nous verrons paroître la renoncule, le trèfle, les herbes douces et salutaires ; des troupeaux d'animaux bondissants fouleront cette terre jadis impraticable ; ils y trouveront une subsistance abondante, une pâture toujours renaissante ; ils se multiplieront pour se multiplier encore : servons-nous de ces nouveaux aides pour achever notre ouvrage ; que le bœuf, soumis au joug, emploie ses forces et le poids de sa masse à sillonner la terre ; qu'elle rajeunisse par la culture : une nature nouvelle va sortir de nos mains ».
Au XIXe siècle, une vision pastorienne et hygiéniste simpliste a pu faire en outre percevoir le bois-mort comme un nid de pathogènes.
Malgré une connaissance croissante des relations symbiotiques arbres-champignons, les forestiers et gestionnaires de zones boisées ont depuis le XIXe siècle cherché à détruire ou exporter le bois mort considéré – à tort - comme réservoir de pathogènes et parasites (dont insectes xylophages et champignons lignivores) susceptibles, par « contagion » de tuer les arbres sains. On estime aujourd'hui que sauf rares exceptions, l'arbre mort n'est pas dangereux pour la forêt, et qu'il est au contraire un élément indispensable du cycle sylvigénétique.
En zone sèche, méditerranéenne notamment, on l'a aussi au XXe siècle accusé d’être un facteur de risque d’incendies, avant de constater qu’il était aussi un facteur important dans la constitution d'un humus de qualité, nécessaire à une meilleure rétention et régulation de l’eau par les sols forestiers. Des études commencent à le quantifier dans des forêts anciennes et peu exploitées, en Italie notamment.
Au XXe siècle, en Europe de l'Ouest, la tendance au développement de futaies, associée à un traitement en coupes rases laisse encore moins de place aux vieux et très vieux arbres. 
Et ce modèle est exporté en zone tropicale et dans l'hémisphère sud : dans les forêts secondaires d'hévéas, puis d'eucalyptus, puis de palmiers à huile.
Du milieu du XXe siècle au début du XXIe siècle, comme en forêt, chez les particuliers et en ville : les arboristes, gestionnaires de haies, de jardins, d'espaces verts, on se préoccupe de sécurité et de se protéger juridiquement et préventivement. Ceci a poussé à abattre des arbres jugés « dangereux » bien avant qu'ils soient arrivés à conclusion naturelle de leur vie. Les sous-bois où l'on craint l'incendie sont également débarrassés de leur bois-mort. Le bois sénescent recule aussi dans le bocage, les prés et les alignements, dont chez les pommiers et poiriers de plus en plus cultivés à hauteur d'homme et rapidement remplacés.
Une enquête de 2005 sur la perception de la forêt par le français montre que les enjeux liés au bois mort sont encore mal perçus. 
Une autre enquête (2010) faite chez des forestiers français a montré un « faible engouement moyen suscité par les enjeux de biodiversité » et « 1° le besoin d’un cadre normatif minimal pour une rétention raisonnée de bois mort, 2° les fortes préoccupations des gestionnaires landais vis-à-vis des risques phytosanitaires associés aux bois morts et 3° le besoin d’une justification fonctionnelle de la conservation de bois mort dans l’écosystème ».

### Connotations plus nuancées
Ce sont les romanciers et surtout les peintres romantiques qui les premiers se sont organisés pour défendre les vieux arbres et les vieilles forêts, en Allemagne, en France et aux États-Unis notamment, en faisant un motif privilégié de leurs tableaux, forçant même les forestiers à créer quelques réserves artistiques de non-gestion où la nature pourra évoluer librement. Mais il n'y a guère que dans ces rares séries spéciales dites « hors cadre » que jusque dans les années 1980 les forestiers accepteront, sauf quelques exceptions de volontairement conserver de grands et nombreux arbres.
Bien après que les romantiques en ont vanté la beauté et le charme pittoresque, dans les forêts encore sauvages, au milieu du XXe siècle ; une sylviculture dite « proche de la nature », prônée par exemple par l'école de sylviculture Prosilva commence à reconnaître une importance à la naturalité ; De nombreuses études ont récemment montré que les arbres sénescents et le bois mort, malade ou mort étaient un habitat irremplaçable pour une multitude d'espèces, et qu'il est une composante normale et nécessaire des forêts naturelles et de toute forêt en bonne santé.
L'importance écologique (et donc économique à long terme) de sa conservation, dans une approche de type « développement soutenable » fait maintenant scientifiquement consensus, mais les indicateurs les plus récents montrent que le bois mort est encore rare en forêt.

### Ambiguïtés ou contradictions de discours récents
Derrière un apparent changement d'attitude à l'égard du bois mort et des rémanents, une dissonance cognitive est dénoncée par François Terrasson dans la volonté de protéger la nature, avec des réserves, et via un discours contradictoire qui prétend imiter la nature en hâtant son œuvre, mais en supprimant ou limitant fortement le stade sénescent. Plus récemment, dans le cadre du Grenelle Environnement, la recherche de consensus a abouti à une injonction qui peut sembler contradictoire : couper plus de bois, tout en protégeant mieux la biodiversité.
Le bois mort (nature, volume, répartition en hauteur et au sol…) fait désormais partie des indicateurs de qualité de la gestion forestière durable, notamment pour l’établissement de l’écosociolabel « FSC » (ce n’est qu’une recommandation pour le PEFC, chaque entité régionale décidant ou non de le retenir comme indicateur) ; mais les indicateurs officiels (Observatoire national de la biodiversité/IFN en France) montrent qu'il continue à manquer dans une grande partie de l'Europe et de la France.

## État des lieux concernant le bois mort en sylviculture

### En Europe
En Europe de l'Est, les forêts dites primaires, contiennent de 50 à 200 m3 par hectare, et jusqu'à 400 m3 par hectare dans des peuplements très âgés.
Ailleurs, les forêts européennes exploitées en ont des quantités très inférieures (5 à 10 m3 par hectare). Après avoir été la conséquence d'une surexploitation, la forêt « propre », c’est-à-dire nettoyée de tout bois mort et sénescent, a été durant pratiquement un siècle et demi un modèle qui s’avère finalement dangereux pour la forêt elle-même ; le résultat est qu'il n'y a simplement plus aujourd’hui assez de bois dépérissant et mort dans les forêts gérées alors qu’ils sont l’habitat indispensable de nombreuses espèces-clés, vitales pour le bon fonctionnement de l’écosystème forestier et au-delà, pour la conservation de la nature.

« Aujourd’hui, les très vieux arbres et le bois mort sont à un niveau critique dans beaucoup de pays européens, en particulier en raison du manque de reconnaissance de leur importance et de pratiques sylvicoles inappropriées dans les forêts gérées et même dans les espaces protégés. Les forêts en Europe ont en moyenne moins de 5 % du bois mort que l’on s’attendrait à trouver dans des conditions naturelles. Même dans les espaces protégés, on ne laisse le plus souvent pas la nature s’exprimer totalement. »

De plus, le déficit en bois mort naturel, d’âge et d’essences variées, demanderait plusieurs décennies voire plus d'un siècle pour être comblé ; et il est aggravé par une fragmentation croissante des forêts, c’est pourquoi diverses expériences de création d’offre en bois mort sont en cours.
En effet, il devient de plus en plus évident que l’absence de bois mort en forêt entraîne divers problèmes.

### En France
Le petit bois mort au sol (moins de 20 cm de diamètre) domine très largement le stock de bois-mort forestier, avec environ 264 millions de mètres cubes (moyenne de 17 m3/ha de branchettes, branches et quelques jeunes troncs morts de gisant par hectare de sol, en moyenne)[réf. nécessaire].
Sa répartition varie selon l'essence : le châtaignier (à la suite des maladies notamment) en présente le plus (10 %) devant le pin sylvestre, le chêne pédonculé, l’épicéa commun et le sapin pectiné (chacun représentant 8 % du bois mort au sol). L'essentiel de ce bois mort est constitué de petits diamètres qui n'abritent qu'un nombre limité d'espèces mais contribue néanmoins à l'entretien de l'humus forestier (60 % du bois mort au sol a moins de 20 cm et est déjà très dégradé (dans un état de « décomposition avancée pour presque 80 % du volume de bois mort au sol est dans un état de décomposition avancé »).

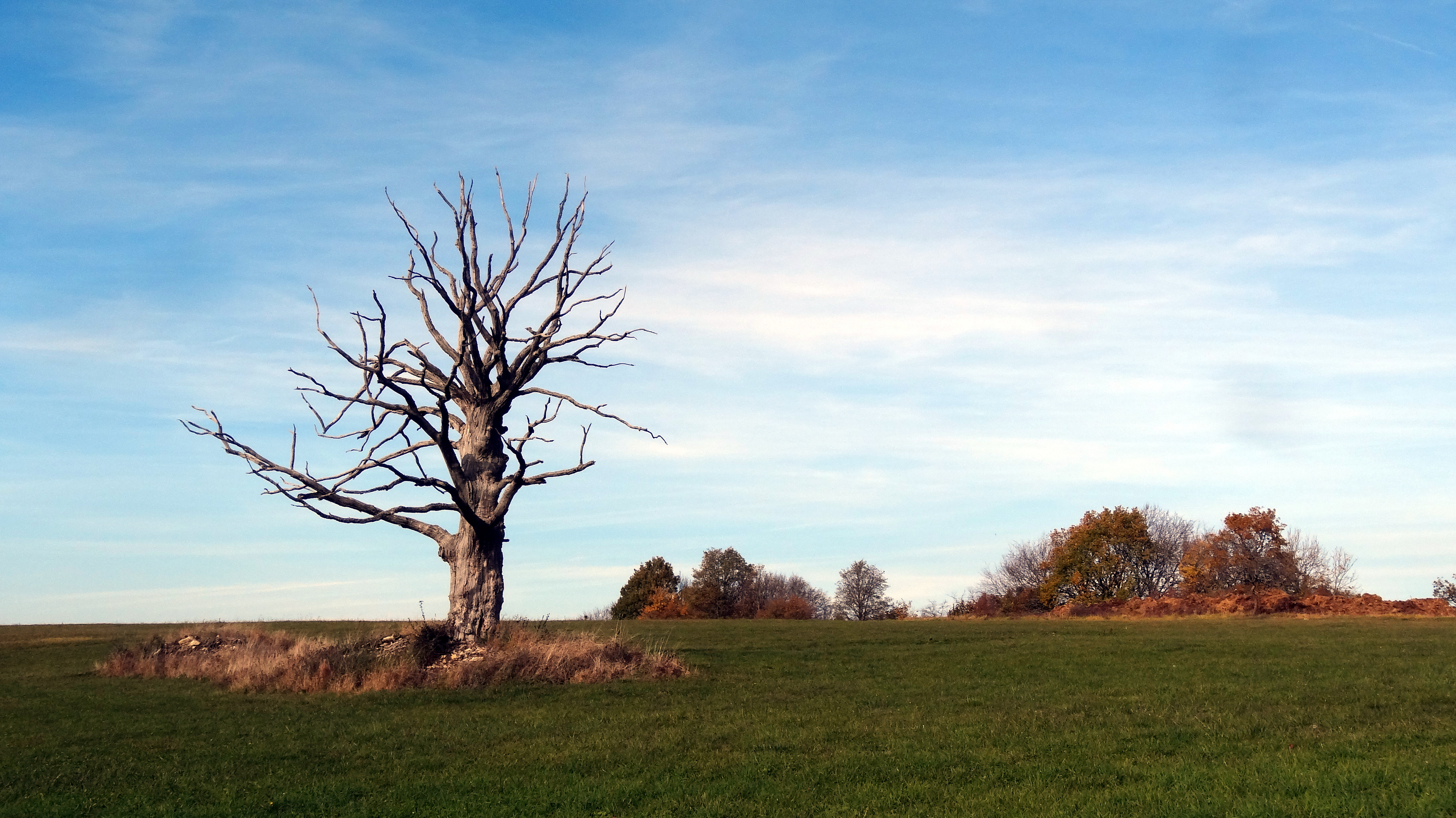
Arbre mort sur le plateau de Suerme (Jura).

Le bois mort sur pied est rare (110 millions de mètres cubes, soit moins de 4 % des 2,7 milliards de mètres cubes de bois vivant) ou il résulte de chablis (présents sur un peu plus du tiers de la forêt de production). Sa répartition varie beaucoup selon l'essence. La moyenne est de 6,8 m3/ha de bois mort sur pied (chablis inclus). Ce sont des feuillus dans les deux tiers des cas. La part de chaque essence varie fortement : le châtaignier domine largement (20 % du bois mort sur pied) et les chablis représentent 22 millions de mètres cubes).

### Au Canada (incluant le Québec)
[à développer]

### Raréfaction d’espèces
À cause de la fragmentation croissante des paysages et des forêts, de nombreuses espèces rares ou devenues rares ne sont présentes que sur des sites où une quantité importante de bois mort a persisté de manière continue depuis des centaines voire des milliers d'années. Certains de ces sites ne disposent plus de très vieux arbres susceptibles de mourir rapidement et d’entretenir l’offre en bois mort. Or beaucoup d’espèces saproxylophages (insectes notamment) semblent ne pas avoir un pouvoir élevé de dispersion. Faute de corridors biologiques riches en très vieux arbres et bois mort, les espèces animales à faible capacité de migration ne peuvent plus recoloniser d’autres territoires.

### Manque de nectar
La carence de bois mort en forêt entraîne également un manque d'offre en nectar et pollen. En effet, de nombreux insectes du bois mort sont saproxylophages à l'état de larve, mais ont besoin de nectar à l'âge adulte pour trouver l'énergie nécessaire au vol vers d'autres habitats, et pour trouver un partenaire sexuel. Le pollen, riche en protéines leur est nécessaire pour produire les œufs… Or, les fleurs sont souvent moins présentes en forêt gérées au moment de l'émergence de ces espèces (fin printemps à début automne), faute de réseaux de clairières ensoleillées, ou elles ne le sont que de manière très irrégulière et espacées dans le temps, juste après les coupes rases.
Les bords de routes eutrophisés ou trop souvent fauchés sont aussi plus pauvres en fleurs. Pour ces raisons, certains auteurs recommandent de conserver ou de planter en forêt des espèces mellifères et produisant du nectar, y compris arbres et buissons avec par exemple pour l'Europe de l'Ouest : Houx (Ilex aquifolium), Pommier sauvage (Malus sylvestris), Poirier sauvage (Pyrus pyraster), Sorbier des oiseleurs (Sorbus aucuparia), Viorne obier (Viburnum opulus), troène commun (Ligustrum vulgare) et mûrier (Rubus fruticosus). Certaines espèces telles que le sureau noir (Sambucus nigra) peu réputées pour leur caractère mellifère sont appréciées de quelques espèces particulières (dont Aderus oculatus qui vit dans le bois mort de chêne).

### Autres conséquences problématiques
Dans certains contextes, de plus en plus fréquents en zone tempérée de l'hémisphère nord, d'autres phénomènes peuvent affecter les invertébrés du bois mort, dont :
- pollution du bois mort, là où il persiste, par des contaminants non dégradables, bioaccumulés au cours de la croissance de l'arbre (séquelles de guerre),
- augmentation de la gravité et de la fréquence des incendies de forêts dans les régions arides ou devenues arides,
- déséquilibres écologiques induits par la disparition de certains prédateurs ; en forêts subalpines suisses et forêts boréales suédoises, par exemple, à moins d'environ 20 m3/ha d'arbres morts sur pied, la probabilité de survie du pic tridactyle chute abruptement, or cette espèce joue un rôle régulateur de certains parasites des arbres[30].

## Typologie
Un tronc (debout ou couché) ou n’importe quel élément ligneux mort tombé ou laissé au sol (branche, branchette, écorce, racine, tronc…) abritera des communautés d’espèces très différentes selon l’essence, l’âge et la partie concernée de l’arbre ainsi que le contexte écologique (biogéographique, microclimatique, isolement écologique, pollution, etc.).
Un premier classement différencie le bois mort (tronc ou branches morts, mais « pleins ») et les cavités formées dans le bois mort ou sénescents ou « sur-âgé », qui constituent deux milieux et habitats très différents.
Les écologues classent aussi le bois mort selon son âge ou plutôt selon son état de décomposition, chaque état correspondant à un habitat et à des communautés saproxylophages différentes. Au sein de ces communautés, quelques espèces sont relativement généralistes et ubiquistes, mais la plupart sont spécialisées dans une catégorie ou sous-catégorie particulière de bois mort. Ceci explique que les scientifiques cherchent à classer le bois mort selon une typologie de plus en plus affinée et partagée (en cours de construction ; de nombreuses espèces saproxylophages étant mal étudiées ou encore inconnues de la science, même en Europe).
Les bois morts sont par exemple aussi classés selon l'essence, leur origine, leur positionnement dans l'espace, leur contexte et/ou selon leurs fonctions écologiques.

### Types de bois mort

#### Arbre entier (ou tronc) sénescent, moribond ou mort

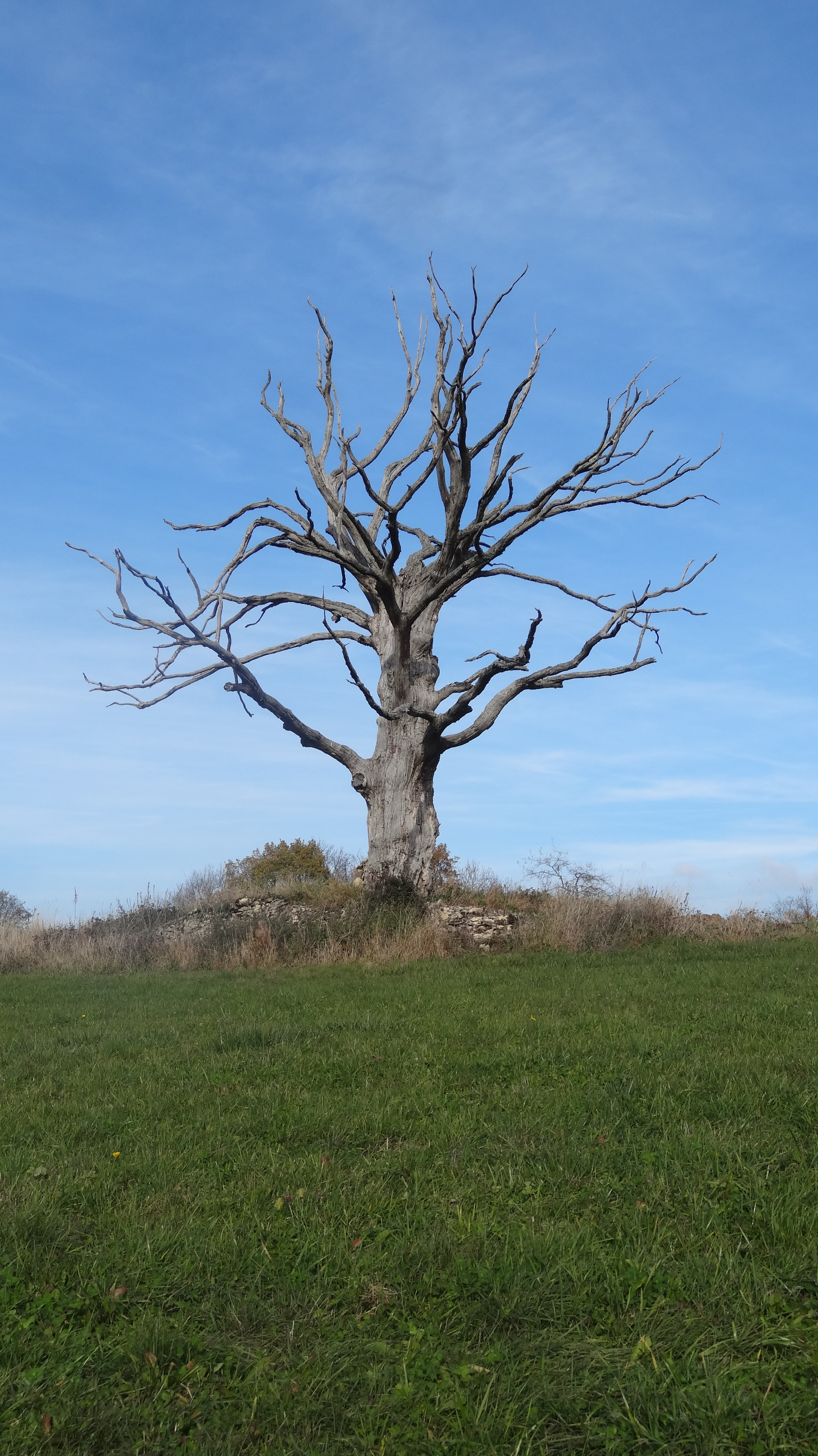
Un arbre totalement mort.

Ils sont souvent comparés à des « HLM » pour une grande partie de la faune forestière et certains champignons (lignivores, saprophytes), abritant tout au long de leur dégradation une part très importante de la biodiversité forestière.
C’est ce type de bois mort que les chronoxyles cherchent à imiter ou remplacer.

#### Parties de l’arbre autres que le tronc
Des grosses branches aux branchettes, en passant par les racines, toutes les parties ligneuses seront consommées par des organismes saproxylophages, et les cortèges d'espèces différeront selon qu’il s’agisse de souches, racines, bûches, bille ou billot, écorce, branches et branchettes, copeaux et sciures.

#### Espèces associées (champignons, épiphytes...)
Les lianes (dont le lierre en zone tempérée) sont également habitées par des communautés saproxylophages après leur mort. Il arrive que ces lianes meurent et se décomposent des décennies après la mort de leur hôte.
La fonge (macro et microchampignons),,
Sauf en climat sec ou désertique, la bryoflore occupe une place importante, par la diversité taxonomique de ses composants, par les surfaces recouvertes et parfois un volume important qui offre des refuges et habitats supplémentaires pour la mésofaune (dans les forêts ayant conservé une certaine naturalité au moins). Certaines espèces (« ubiquistes » & « généralistes ») s'installent sur le bois mort comme elles le feraient sur un autre support, mais d'autres forment des communautés spécifiques « saprolignicoles » ; ce sont les plus menacées en raison d'un manque de bois mort, et elles se montrent sensibles à la gestion forestière,.
L'étude de la bryoflore des bois morts de souches, fûts et houppiers d'arbres de chênaies âgées de plus de 140 ans (dans 2x 3à placettes) de deux forêts du Bassin parisien (forêt de Saint-Palais et de Rambouillet) a montré que le richesse spécifique en mousses restait élevé, même quand il y a peu de bois mort, mais que le diamètre, la variété des stades de dégradation étaient important pour certaines espèces, que les îlots de vieillissement ancien profitent à la diversité des mousses et la gestion forestière a un impact sur « la continuité du stock et la qualité en termes de stades de dégradation du bois mort ». Cette étude a confirmé l'intérêt d’une répartition spatiale homogène des îlots de vieillissement, sénescence et de bois mort ainsi que d'une gestion propre à ces zones.
- des épiphytes ligneux (qui vont à leur tour se décomposer après la mort de l'arbre, nourrissant d'autres espèces encore ou les mêmes).

Le manteau de mousses et autres organismes qui couvre certains bois mort entretient un microclimat et une microécologie spécifiques autour des branches ou de ces pièces de bois mort. Il offre des habitats et supports supplémentaires à la biodiversité forestière.

#### Âge de la mort (et/ou l’état d'avancement de la décomposition)
C’est en effet un facteur limitant, contraignant le type de communauté saproxylophage. Et il est important dans une forêt équilibrée que tous les stades temporels de décomposition soient conjointement présents.
Les arbres sénescents, vétérans (ou « surâgé »), notamment lorsqu’ils sont creux, sont les plus riches et intéressants pour la biodiversité, mais d’autres classes sont fonctionnellement importantes, ou sont nécessaires à la survie de certaines espèces. Ce sont :
- les petits bois (ou rémanents)
- la partie morte des bois à cavités (à elles seules, elles peuvent constituer des niches écologiques)
- les innombrables plantules, gaulis, perchis, jeunes arbres morts (naturellement par le jeu de la sélection naturelle, ou éliminés par les coupes d’éclaircies ou de sélection par le forestier)

#### Cause de la mort de l’arbre ou d’une partie de l’arbre
Elle intéresse l’écologue, car elle influe sur la composition future des communautés saproxylophages et la vitesse de décomposition du bois ;
Elle peut être appréciée de différents points de vue :
- point de vue biologique : Analyse du stade de vieillissement et des causes premières ou secondaires (casse, maladie, sénescence…) pour tout ou partie de l'arbre concerné ;
- point de vue écologique et écotoxicologique ; l’arbre a-t-il été tué par des herbivores ou des pathogènes, (parasites ou non) ou une espèce symbiote, à la suite d'un déséquilibre. Est-il mort à la suite d'une perturbation de type tempête, incendie, glissement de terrain, avalanche, maladie ?.. (maladie elle-même éventuellement induite par une sécheresse, etc.). Ou s’agissait-il d’un incendie, de la foudre, etc. ? ;
- Point de vue de la naturalité : la cause de la mort était-elle naturelle, ou directement ou indirectement humaine ; Bûcheronnage, incendie de forêt, diffusion par l’homme de maladies et parasites, pollution, guerres, drainage conduisant à la sécheresse, ennoiement par barrages hydroélectriques salinisation, orpaillage, déséquilibre osmotique par absorption de sel de déneigement, mortalité par espèces invasives (ex. : écureuil gris en UE), etc. auront des implications différentes. En particulier, le bois ayant absorbé des polluants non biodégradables (plomb, radionucléides) pourra recontaminer l’environnement via le réseau trophique qu’il alimentera. De ce point de vue, les modifications climatiques sont une cause accrue de mortalité qui préoccupe les sylviculteurs.

La cause de la mort de l’arbre quand elle est identifiable, peut être un indice à analyser dans son contexte, qui peut avoir une grande importance prospective pour l’écosystème (exemple : mort naturelle, incendie de forêt, écorçage de type « dégât du gibier », séquelle de guerre, exposition à un désherbant ou autre toxique (ou pluies acides), mort d’une maladie éventuellement contagieuse (chancre bactérien du marronnier, maladie hollandaise de l’orme, etc.).
Le bois mort peut contenir divers métaux lourds (plomb en particulier), voire des radionucléides accumulés au cours de la vie de l’arbre. Il convient alors qu’il ne soit pas brûlé et notamment pas utilisé pour le chauffage, les fours à pain ou à cuisson de pizza, les barbecues, etc. Les impacts différés de ces toxiques sur l’écosystème et les communautés saproxylophages ne semblent pas avoir été étudiés.

#### Essence, dureté et composition biochimique
L’essence de l’arbre est également un facteur contraignant :
- via ses caractéristiques biochimiques, génétiques (exemple : les résineux et feuillus sont colonisés par des cortèges saproxyliques différentes) ;
- De même, la dureté de l’essence (bois dur (exemple : chêne), tendre (exemple : bouleau) ou intermédiaire (exemple : hêtre) influe sur la vitesse de décomposition du bois et les communautés qui l’exploiteront.

#### Bois écorcé ou non écorcé
Il semble que la conservation de l’écorce sur un tronc debout ou couché modifie fortement le cortège des espèces qui coloniseront l’arbre ; l'écorce accueille — quand elle est conservée sur le tronc — un nombre bien plus grand d’espèces pionnières amorçant la décomposition des couches externes de l’aubier et de l’intérieur du tronc ou des branches.
Des graines d'arbres germeront par exemple facilement sur une écorce en cours de décomposition, et non sur le bois nu.
Le type d’écorce, sa richesse en phénols et tanins, etc. influe aussi sur le cortège des espèces qui coloniseront ce substrat, de manière épiphyte ou interne ou sous-corticale (entre l’écorce et le tronc). Lorsque l'arbre meurt ou qu'une écorce se décolle, la zone « sous-corticale » est riche en insectes, araignées, cloportes et mille-pattes, importante pour un bon ensemencement du bois mort par les communautés saproxyliques.

#### Taille, masse et volume de l’arbre ou de la pièce de bois mort
C’est un facteur important :
- en raison du volume de nécromasse exploitable pour les saproxylophages ;
- parce que les « très gros bois » ne gèlent pas à cœur, ce qui les rend susceptibles d’abriter des communautés animales et fongiques particulières, incluant des espèces devenues rares et/ou menacées ;
- parce qu'ils peuvent abriter des espèces à long cycle de développement (ex : grands longicornes).

On différencie donc généralement le petit bois (incluant éventuellement rémanents et bois de taille de haie ou « BRF »), les bois moyens et les gros et très gros bois, avec des définitions qui peuvent varier selon les auteurs et zones géographiques. Il est naturel que les seuils et définitions soient recalés en fonction de la zone biogéographique (le diamètre et la taille des plus gros bois morts des forêts circumpolaires boréales correspond à des tailles qui seraient jugées petites dans une forêt équatoriale).

#### Quantité minimale
Elle varie selon les conditions biogéographiques, et les objectifs plus ou moins ambitieux du gestionnaire. Il existe des seuils minimaux dans certains pays (directive ONF en France), et à l'opposé des gestionnaires qui cherchent, dans des réserves intégrales à retrouver des taux proches de ceux d'une forêt naturelle.
Par exemple, pour conserver le pic tridactyle, sur la base d'études de terrain et de modélisation du réseau trophique, en suisse, on recommande - dans tous les types de paysages forestiers - de conserver des parcelles d'au moins 1 km2 contenant en moyenne 5 % d’arbres morts sur pied (ou plus de 18 m3/ha), et un total d'au moins 9 % de bois mort au sol et sur pied (plus de 33 m3/ha).

#### Position dans l'espace
Les arbres debout, les chicots ou chandelles ont une valeur différente des bois couchés, lesquels – à volume égal – ont une valeur différente selon qu’il s’agisse d’un tronc intact ou tronçonné en plusieurs segments.

#### Contexte biogéographique et local
Le type de biome, et à échelle locale le type de milieu dans lequel se trouve le bois mort, sont aussi des facteurs contraignant pour les communautés saproxyliques qui le coloniseront. En particulier, les facteurs suivants sont déterminants :
- Degré de sécheresse ou inversement d’hygromorphie et/ou inondabilité du milieu.
- Si le bois est en contact avec l’eau, ou il est totalement immergé (certains bois sont naturellement plus lourds que l’eau, ou le deviennent en se décomposant). * S’agit-il de « bois flotté » (ancien ou récent), de « bois d’embâcle », d’arbres debout morts noyés après construction d’un barrage ? La partie émergée est-elle exposée au soleil et au vent (contexte déshydratant défavorable à la plupart des champignons) ou à l’ombre (contexte favorable).
- Le bois mort est-il situé dans un contexte de forêt (forêt primaire, ancienne, riche en bois mort), ou plantation artificielle « nettoyée » ? Ou le contexte est-il celui d’un bocage dense ? Ou s’agit-il d’un arbre mort (ou bille de bois, ou bûche) très isolé (c’est-à-dire plus difficile à atteindre par les propagules ou individus colonisateurs des communautés saproxyliques) ?

Les haies sont plus ou moins riches en bois mort (qualitativement et quantitativement) ;
À titre d'exemple, une étude publiée en 2008 et faite en Italie a mesuré et décrit les qualité et quantité de bois mort de haies, selon leur gestion, leurs fonctions et leurs compositions (essences dominantes et secondaires) ; Pour six types de composition en essences, le volume de bois mort tombé et laissé au sol variait de 1,7 m3/ha pour des haies à peupliers à 22,3 m3/ha
pour les haies à robiniers (7,4 m3/ha en moyenne, soit dans une haie de 6,6 m de large x 9,2 m de haut, 0,5 m3 de bois mort tous les 100 m de haie (57 % étaient des bois de plus de 10 cm de diamètre et 43 % étaient du petit bois mort (de 2,5 cm à 10 cm de diamètre). 12 % du bois était fraichement tombé et 72 % étaient des vieux bois.
Les haies produisant du bois de chauffage et du bois d’œuvre contenaient paradoxalement le plus de bois mort (par rapport aux fonctions de bornage et délimitation, de protection du sol ou paysagère. Les haies moins gérées et moins taillées contenaient plutôt plus de bois au sol (respectivement 0,1 et 11,7 m3/ha). Les haies entretenues (fauche, élagage, émondage) contenaient bien moins de bois mort (4,2 m3 à 0,3 m3/ha).

#### Fonctions de «corridor» et de protection
Un tronc mort ou une grosse branche morte peuvent lorsqu’ils sont tombés en travers d’un petit cours d’eau jouer un rôle de petit écoduc. Ils constituent un corridor biologique important pour certaines espèces qui fuient l’eau, pour des animaux qui parcourent sa surface, mais aussi pour ceux qui colonisent le dessous de l’écorce et le bois en putréfaction (dont vers de terre et nombreux invertébrés au stade final de décomposition. Ils sont très nombreux dans les forêts naturelles.
Un tronc à demi pourri et couvert d’épiphytes emporté par le courant peut aussi servir de radeau colonisateur pour les espèces qu’il emporte.
L’intérieur d’un tronc creux et les enchevêtrements de branches morts sont des sources de protection pour de nombreuses espèces, y compris plantules d’arbres qui peuvent y échapper aux grands herbivores.

#### Disposition, connectivité
C’est un facteur essentiel pour la biodiversité des cortèges saproxyliques d’une forêt ou du bocage. Les espèces consommatrices de champignons sont plus ou moins capables de les détecter à distance. Un taux minimal renouvelé de champignons est nécessaire à la fois pour la conservation des champignons et celle des espèces qui les consomment. À titre d'exemple pour les polypores, les coléoptères et les parasitoïdes semblent moins performants pour les détecter à distance et une source renouvelée en permanence sur chaque kilomètre carré semble (dans ce cas) suffire en zone tempérée pour la conservation des insectes associés à ce type de champignon ; Certains insectes et divers animaux jouent aussi un rôle important dans la dispersion des champignons. Leur présence est donc également importante.

### Cas particulier de bois mort «utilisé»
Dans ces cas, le bois a souvent été transporté, et activement utilisé pour des fonctions particulières

#### Par la faune
Le castor et d’autres mammifères utilisent de grandes quantités de bois mort (ou qu’ils ont coupé) pour construire des barrages (pour le castor) ou des huttes (ragondin, rat musqué).
Certains oiseaux déplacent une quantité significative de branches et branchettes mortes pour faire leur nid, en particulier les gros oiseaux tels que cigogne ou certains rapaces…

#### Par l’homme
- Bois de clôture ; Piquets, palissades, poteaux et portes de pâtures finissent par se dégrader et abritent un cortège particulier d'espèces saproxylophages ou pseudo-épiphytes (lichens, mousses, biofilm…).
- Bois de construction (dont bois mort flotté non traité).
- Bois-déchets (écorces, mulch, sciures, rémanents de bûcheronnage, etc.). Ces bois, s’ils ne sont pas traités par des pesticides rémanents (ex. : huile de lin), finissent aussi par se décomposer en abritant des cortèges saproxyliques, plus banals, mais qui trouvent au moins là un habitat de substitution.
- Chronoxyles ; ils sont spécifiquement conçus pour accueillir les espèces saproxyliques.
- Usages artistiques, notamment les bois flottés.

## Les communautés saproxyliques
Ce sont des communautés d'espèces qui colonisent le bois mort. Elles le font en communautés successives (phénomène dit de métabioses), associant notamment des « cortèges temporels » de bactéries, champignons, insectes et autres invertébrés spécialisés dits xylophages, lignivores ou saproxylophages, etc.
Le bois récemment mort est d’abord colonisé par un cortège d’espèces pionnières (en particulier champignons et bactéries qui peuvent différer selon l'essence et selon que l’écorce ait ou non été conservée, qu'elle soit ou non en contact avec le sol, etc. Les caractéristiques propres d’une écorce (contenu en tanins et autres biocides ou répulsifs naturels) et le fait qu’elle soit couverte d’algues ou de mousse influent sur la sélection des espèces pionnières qui la coloniseront.
Parmi les champignons pionniers, les espèces délignifiantes et cellulolytique (assurant la décomposition enzymatique de la lignine et de la cellulose) sont essentiellement des basidiomycètes, qu'on trouve déjà sur les branches mortes ou sénescentes non tombées. Les ascomycètes étaient supposés ne décomposer que les écorces mortes, ils s'avèrent aussi probablement contribuer secondairement à la décomposition du bois-mort, par exemple chez le hêtre (En laboratoire, ils décomposent en quelques semaines jusqu'à 40 % du papier filtre de cellulose sur lequel on les cultive, et qui était leur seule source de carbone. Et on a récemment (2010) démontré chez diverses souches étudiées des capacités amylolytiques, pectinolytiques et mannanolytique ainsi que cellulolytique qui laissent penser que non seulement les ascomycètes peuvent décomposer le bois, mais qu'ils pourraient même jouer un rôle important dans la décomposition des arbres morts après délignification par basidiomycètes. Les analyses phylogénétiques des isolats étudiés les classait dans les genres Penicillium ou Amorphotheca.
Viennent ensuite des espèces dites « secondaires » ou « tertiaires », ainsi que de nombreux prédateurs ou « recycleurs » (La nécromasse de bois mort est plusieurs fois recyclée, par les champignons et xylophages, puis sous forme de nécromasse de ces espèces et par le recyclage des excréments des espèces xylophages et saproxylophages).
D’autres communautés d’espèces forment de véritables petits écosystèmes sous les écorces mortes ou en surface du bois (ce sont certaines espèces de lichens, mousses, champignons, bactéries qui sont épiphytes du bois mort…). D’autres coloniseront l’intérieur des cavités du bois mort (en particulier les excréments ou sédiments accumulés au fond de ces cavités. Les cortèges successifs d’espèces différeront selon que ces cavités seront sèches, humides ou périodiquement inondées, noyées par les pluies).
Nombre des gastéropodes pulmonés sont d'origine forestière et dépendent du bois mort pour leur survie. Il abrite leurs pontes, ce qui les cache de leurs prédateurs et les protège du soleil déshydratant et du froid. Il est pour eux une importante source de nutriment, dont de calcium (rare dans les zones acides, tourbières par exemple).
Les gastéropodes participent à la décomposition de la matière ligneuse en humus. Une étude allemande publiée en 2009 rappelle que la richesse en bois mort augmente les richesses intra- et interspécifiques des populations de gastéropodes. Seules deux espèces, Punctum pygmaeum et Nesovitrea hammonis, en Allemagne ne semblent pas bénéficier de la présence ou proximité de bois-mort. L'étude montre aussi que la nécromasse ligneuse (troncs, souches, racines, débris divers) influe fortement sur la distribution spatiale des gastéropodes ; ainsi les limaces les plus grosses s’éloignent facilement de 10 à 20 mètres des sources de bois mort, alors que les escargots ralentis par leur coquille ne s'en éloignent que de quelques mètres. Diverses études ont montré que les espèces les plus menacées de gastéropodes se retrouvent essentiellement dans l’environnement immédiat de débris ligneux, ce qui remet en cause l'intérêt des andains ou « îlots de bois mort » souvent systématiques quand les rémanents sont conservés par les forestiers. Pour ces espèces, une dispersion continue du bois mort semble plus favorable à leur survie et à leur circulation (dans les forêts primaires la répartition du bois mort est de type aléatoire, hormis parfois pour certains chablis en îlots ou linéaires (à la suite du passage d'une trombe par exemple). Ces gastéropodes sont aussi une source de nourriture pour de nombreuses espèces.

## Fonctions écologiques
Le bois mort a pris une importance nouvelle à partir des années 1970 et de plus en plus jusqu’à la fin du XXe siècle pour ses nombreuses valeurs et fonctionnalités pour la forêt, dont :
- valeur de structure (ex : anti-avalanche, anti-érosion, frein aux chutes de pierre… Il joue aussi un rôle majeur dans les bassins versants colonisés par les castors. Il est présent dans les rivières ou sur les berges ou sous forme d’embâcles naturels, il forme des successions de petits barrages filtrants, qui retiennent mieux l’eau dans le haut du bassin versant, y limitant le stress hydrique et les effets des sécheresses, tout en limitant les inondations en aval et l’érosion tout au long des petits cours d’eau forestiers.
- valeur d'abri (ex : pour espèces-gibier et autres (fourmis, pics, poissons, escargots, limaces, etc.) et pour les plantules après la germination).
- valeur de substrat pour quelques communautés épiphytes (mousses, lichens, association bactéries-champignons…).
- valeur d'habitat[41] et de source irremplaçable de nourriture pour une large communauté saproxyliques en grande partie composée d'espèces maintenant menacées et localement disparues, incluant aussi des myxomycètes et des champignons nécessaires à la bonne germination de nombreuses espèces d'arbres ou d'autres plantes (germination, mycorhization…).
Les champignons sont des espèces clés de voûte voire des « espèces ingénieur » dont les associations mycorhiziennes à arbuscules forment un réseau si étendu et complexe, qu'il est métaphoriquement qualifié de « wood-wide web » (en référence au « World Wide Web ») par certains biologistes. 
En Europe centrale, un quart des coléoptères passe une période ou l’autre de son cycle de développement dans le bois-mort où les champignons les aident à pourvoir digérer la cellulose et la lignine[42].
- en tant que source d’humus forestier et comme source bénéfique de champignons dont une partie sont symbiotes des arbres.
- parce qu’il joue un rôle important dans l’écosystème forestier, c’est un maillon essentiel du réseau trophique dans les forêts naturelles.
- parce qu’il joue un rôle important dans le cycle du carbone, voire comme puits de carbone que peuvent produire certaines forêts ou autres zones tourbeuses.

### Bois mort et éco(socio)certification
Pour les raisons évoquées ci-dessus et aussi par ce que la biodiversité qu'il contribue à fortement enrichir est un facteur de résilience écologique de la forêt, le bois mort est devenu un des indicateurs incontournables de gestion durable des forêts, mais aussi des parcs et grands jardins urbains, et donc des écolabels forestiers (indicateur obligatoire pour le FSC, recommandé pour le PEFC).
Le « bois mort » peut être - pour ces mêmes raisons - associé aux démarches de type HQE (du type « Quinzième cible HQE » ; pour la partie espaces verts et remboursement de la dette écologique
Hors forêt et haies, il peut jouer un rôle écologique important.
Les vieux arbres isolés, dans les pâtures peuvent présenter d'intéressantes communautés saproxyliques.
Un simple andain de bois mort, composé de souches et racines de haies et d’arbres, disposé dans un écoduc de type « passage inférieur », facilite fortement le passage des petits animaux, voire en est une condition si la distance à franchir est importante. Il semble que ce soient ici l’odeur du bois et de la terre, et la protection offerte par les branches et racines entrelacées qui sont en jeu.

### Intérêt majeur pour la biodiversité
Les « vieux bois » (de 100 ans à 500 ans et plus selon les essences et contextes) couchés ou encore debout ont un intérêt écologique majeur : En particulier, lors des différents stades de décomposition, ils abritent ou nourrissent indirectement une multitude d’organismes vivants.
De nombreux oiseaux et mammifères (chauves souris, musaraignes, hérisson, etc.) se nourrissent pour tout ou partie d’espèces saproxylophages.
Le bois mort est vital pour la majorité la moins visible des espèces dépendant des forêts : les communautés (souvent symbiotiques) de bactéries, d’invertébrés et de champignons, qui constituent une biomasse considérable en se nourrissant du bois mort dont ils assurent la décomposition et le recyclage.
À titre d’exemple, Andrzej Bobiec a estimé en 2005 que dans la forêt de Białowieża (l'une des plus riches d'Europe), au moins 20 % de la biomasse dépend directement de la présence du bois mort. Cette forêt abrite de 60 à 75 m3 de bois mort par hectare (contre moins de 5 m3 en moyenne dans les forêts françaises). Les gros bois morts y sont notamment plus nombreux.

« La première richesse de Białowieża est précisément la présence de ces nombreux arbres en décomposition. Laissés au sol, ils constituent une aubaine pour une foule de plantes, d’insectes et d’animaux. Certains, toujours dressés sur leurs profondes racines, servent d’abri aux pics à dos blanc ou aux chouettes hulottes tandis que les plus fragiles, terrassés par le vent ou les maladies, sont lentement décomposés par les larves de scarabées et les champignons rares. »

En France, le bilan 2006 patrimonial de l'ONF mentionnait 1,28 m3 par hectare de bois mort supplémentaire depuis moins de cinq ans. C'est très peu par rapport à la forêt naturelle, mais en augmentation de 14 % depuis le précédent inventaire. La tempête de 1999 y a contribué.
Ôter le bois mort des forêts (pour le valoriser en chauffage ou par crainte qu'il soit un foyer de parasites) représenterait une menace directe pour la survie de près de 30 % des espèces vivant dans des forêts naturelles, là où elles n'ont pas déjà disparu. Réintroduire le bois mort dans les forêts et conserver des zones de réserve naturelle intégrale permet de les protéger. Certaines villes (ex. : Lille) en réintroduisent de manière très significative dans leurs grands parcs urbains ; c'est un des éléments qui a permis à cette ville d'obtenir un label de gestion écologique « Espaces verts écologiques » délivré par ECOCERT en 2007.

### Quantification
Diverses méthodes existent pour quantifier le bois mort de « peuplements » (au sol et/ou dans et sur les arbres ou dans l'eau et sur les berges). Par exemple au Luxembourg, pour l'inventaire officiel on mesure par convention uniquement le bois mort au sol depuis au moins trois ans et pour les pièces d'au moins un mètre de long et d'un diamètre fin bout minimum de 7 cm ; ceci sur des surfaces régulièrement espacées (carroyage), mesurant chacune 9 mètres de rayon. On note l'essence, l’âge estimé, le diamètre au milieu et la longueur totale. D'autres mesures sont plus affinées (par exemple une des études faites dans le bois de la citadelle à Lille, à aussi évalué le bois mort suspendu dans les branches, ainsi que les branches mortes non encore séparées du tronc).

### Bois morts et «invertébrés»

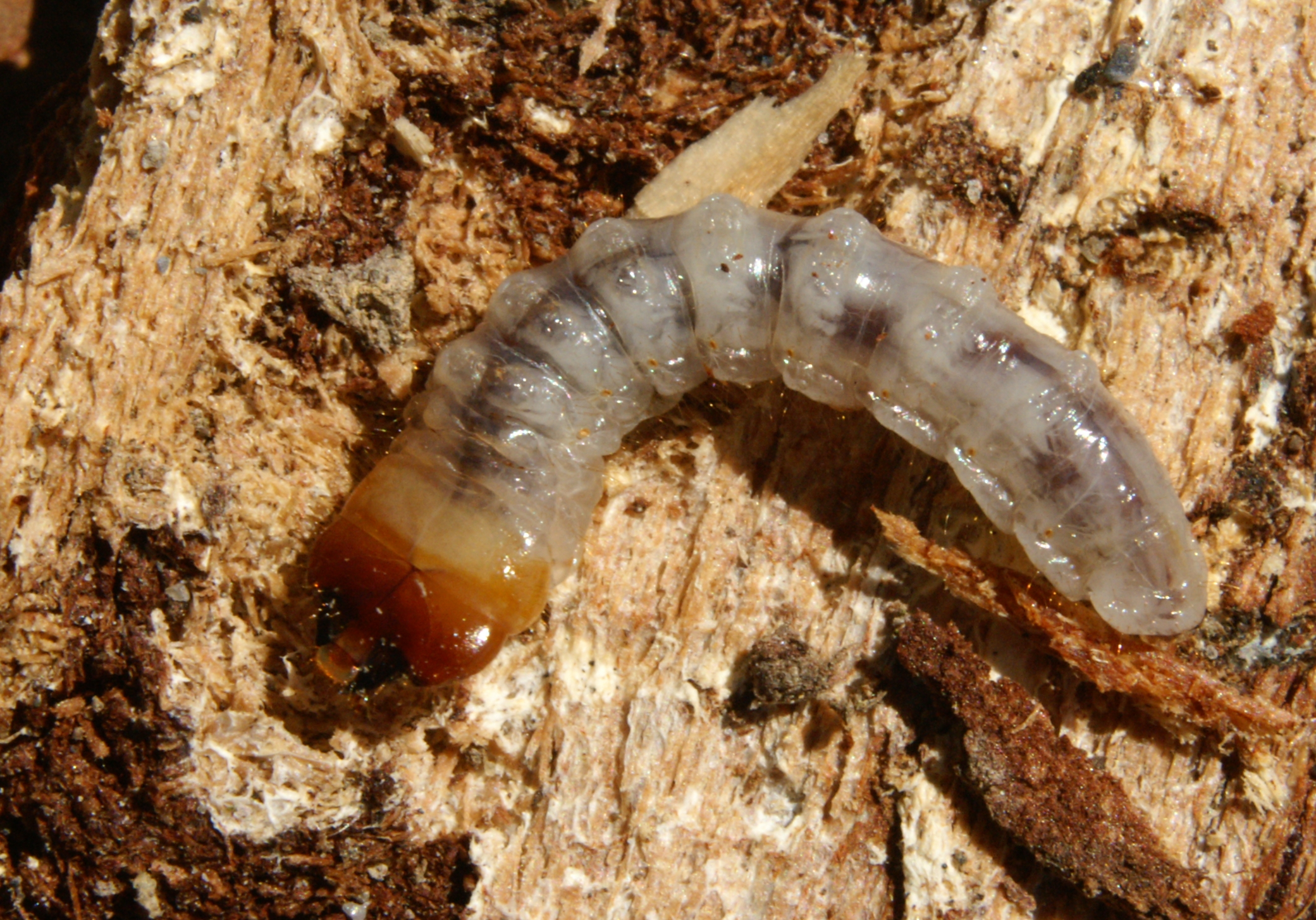
De nombreux invertébrés contribuent au processus de décomposition du bois et de production de l'humus forestier.

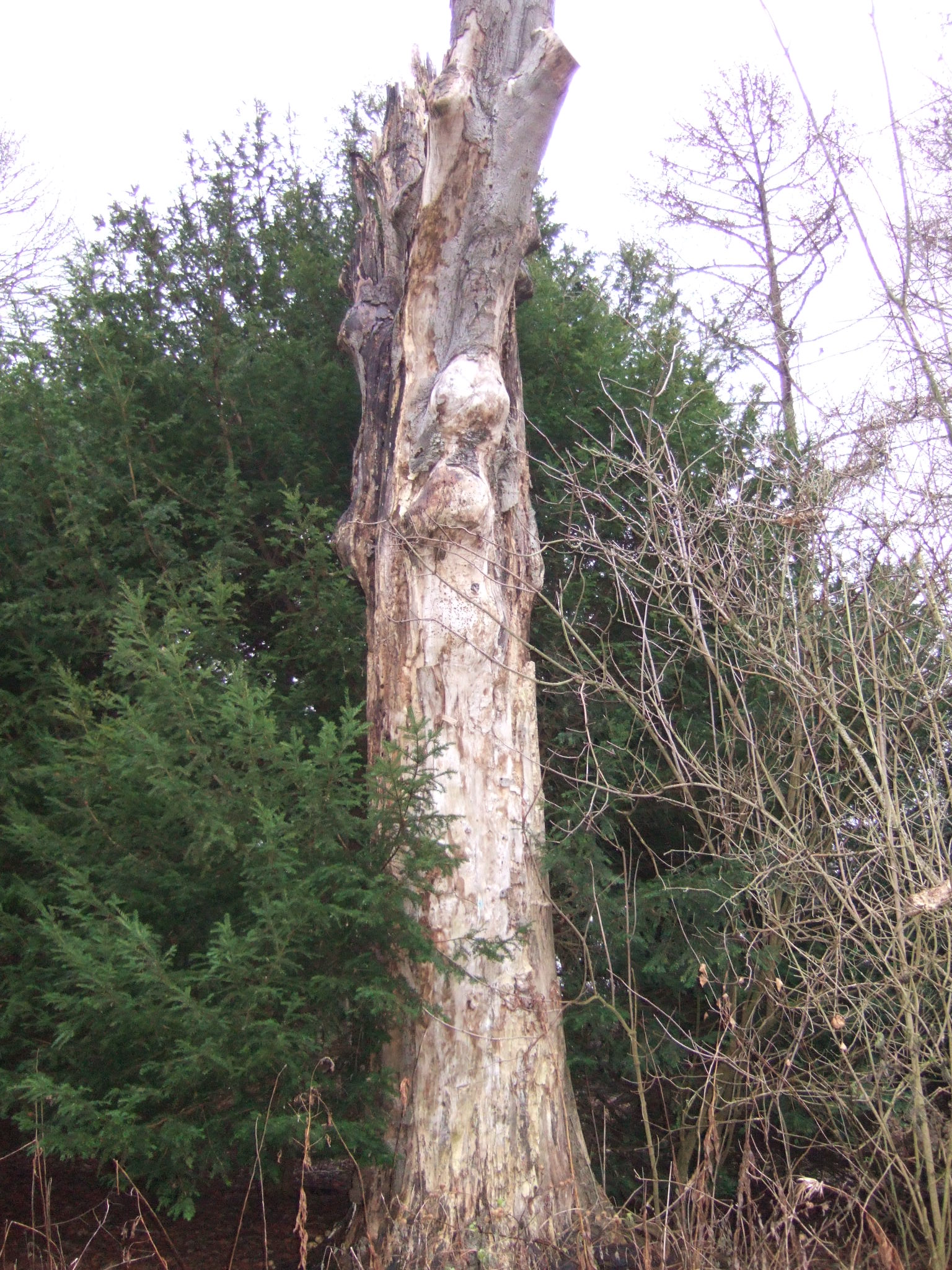
À chaque étage et état de dégradation d'un tronc mort, l'arbre continue d'abriter et de nourrir une faune considérable, qui contribue au bon recyclage de la matière organique.

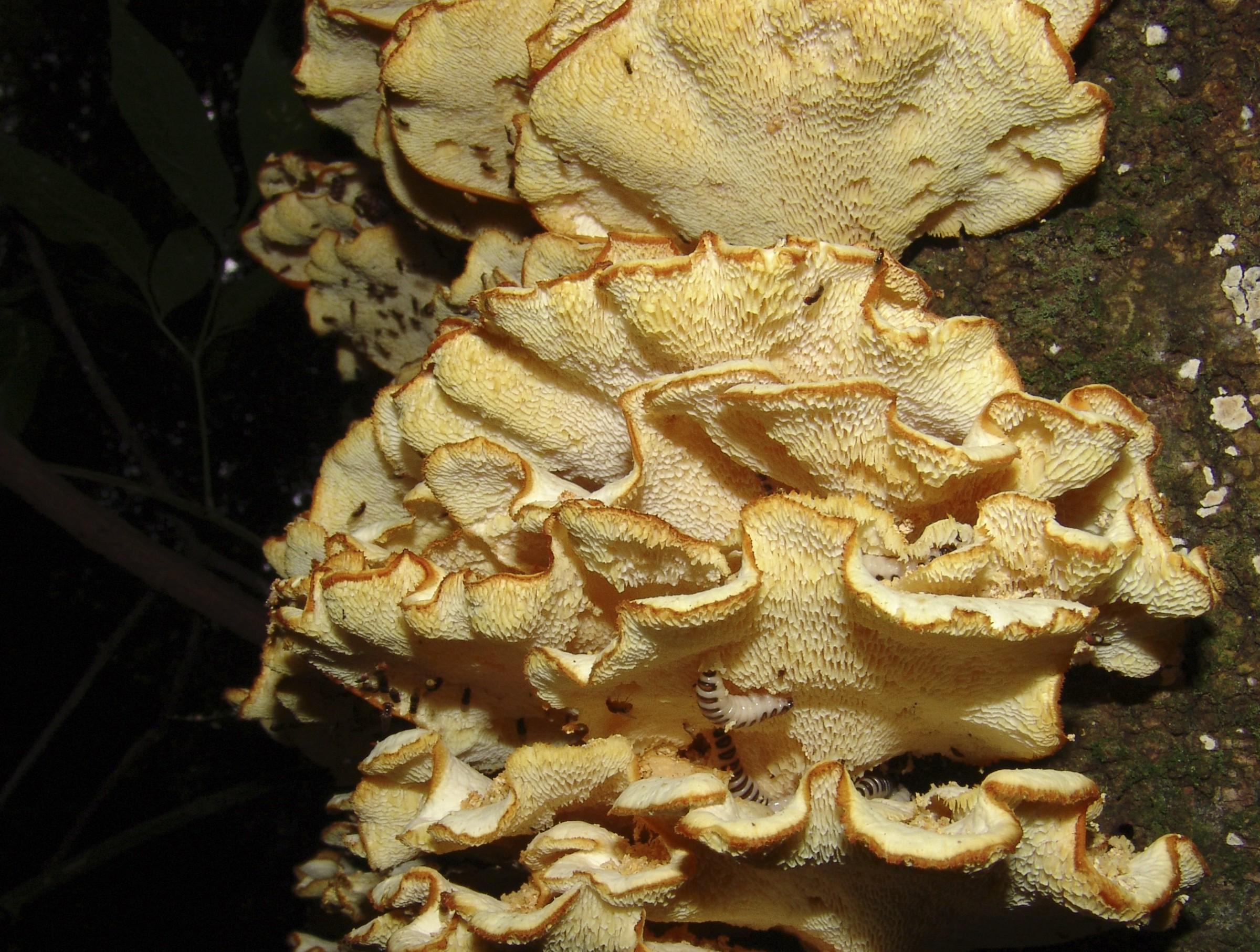
Les champignons qui consomment le bois mort sont eux-mêmes consommés par des invertébrés (ici au Brésil).

Les invertébrés sont en nombre d’espèces la majeure partie des espèces animales. Bien que méconnus et peu appréciés du public, ils représentent l’essentiel de la biomasse animale sur la terre et dans les eaux douces et marines. Une grande partie d’entre eux jouent un rôle vital dans le recyclage de la matière organique (nécrophages et détritivores, dont sapoxylophages). Ces derniers comptent aussi parmi les espèces les plus menacées, rappelait déjà le Conseil de l'Europe en 1986, en demandant aux états membres d’identifier et protéger un réseau de vieilles forêts riches en bois mort. Ces forêts sont en effet primordiales pour la survie des espèces saproxyliques (qui dégradent le bois mort et s’en nourrissent en produisant une partie essentielle de l’humus forestier).
Les espèces (animales, fongiques et végétales) inféodées à la présence de bois mort comptent parmi les plus menacées et notamment les invertébrés. Les principales causes de leur disparition sont la disparition des forêts anciennes naturellement riches en bois mort, et la disparition du bois mort sur d’immenses espaces urbanisés ou cultivés en Europe, et peut-être aussi la pollution globale de la biosphère par les pesticides.
En climat tempéré, dans une forêt naturelle mature, « vierge » d’exploitation ; 30 % environ du bois est mort. Et chaque tonne de ce bois mort nourrit plusieurs tonnes d’animaux, de champignons, de bactéries qui étaient à l’origine des riches sols forestiers conquis par l’agriculture.
Deux conditions sont nécessaires :
- un volume suffisant de bois mort[48] ;
- une connectivité suffisante entre les morceaux de bois morts.

## Bois mort et espaces publics
Les arbres morts ou sénescents sont susceptibles de tomber ou perdre des branches qui peuvent provoquer des dégâts matériels ou sur des personnes ou animaux, impliquant éventuellement une responsabilité juridique du propriétaire ou gestionnaire. C’est pourquoi les vieux arbres urbains ou des lisières de routes font l’objet d’élagages et de coupes obligatoires de « mise en sécurité », de même sur les abords de chemins fréquentés et ouverts au public en forêt et dans les parcs publics.
Certains espaces publics boisés, dans le cadre d’une gestion dite « écologique » et/ou « différentiée » cherchent à restaurer un « stock de bois mort » proche de ce qu’il serait dans la nature, tout en veillant à la sécurité du public.
Les arbres morts sont taillés en « chandelles » et surveillés, afin d’être abattus avant qu’ils ne deviennent dangereux. Après quoi, leur bois mort est conservé et agencé de telle sorte qu’il constitue au fur et à mesure de sa décomposition une succession d'habitats susceptibles d’abriter la diversité des communautés d’espèces saproxyliques (qui consomment le bois mort ou vivent dessus en épiphytes) et qui sont en forte régression dans les forêts où la sylviculture ne laisse plus que peu de place pour les arbres anciens et les gros bois morts.

## Bois mort, droit, sécurité et biodiversité

### Bois mort ou sénescents, risques et sécurité

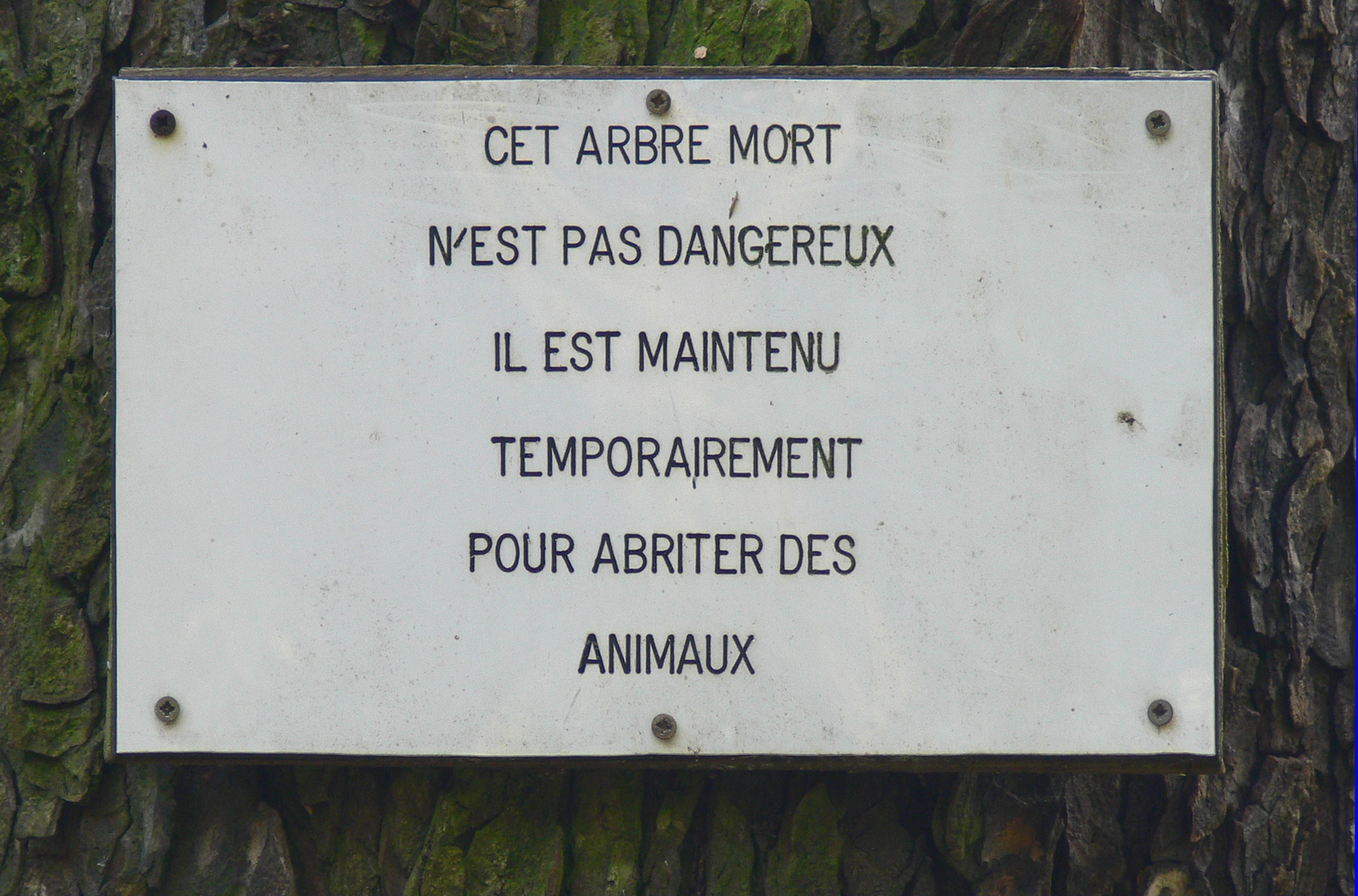
Ce panneau signale au public que les grands arbres morts conservés par la municipalité pour permettre la survie des champignons, invertébrés, oiseaux, chauve-souris qui dépendent du bois mort, ont préalablement été mis en sécurité, et qu'ils sont surveillés). (Ici dans le Jardin Vauban, près du centre de Lille (Nord de la France).

#### Arbre-mort, bois-mort
Les individus et collectivités sont souvent confrontés à deux obligations contradictoires. Le droit civil, le plus ancien, le mieux connu et le mieux appliqué, leur demande de prendre toutes les mesures raisonnables pour préventivement assurer la sécurité des passants. Le droit de l’environnement, plus neuf mais encore mal appliqué leur demande de protéger les habitats d'espèces protégées (dont peut-on supposer le bois mort ou sénescent nécessaire à la survie de nombreux invertébrés et vertébrés protégés). C’est théoriquement - depuis le Sommet de la Terre 1992 de Rio - un devoir pour chaque citoyen, comme le rappelle par exemple en France l’article 2 de la charte constitutionnelle de l’Environnement de 2003, qui stipule que « toute personne a le devoir de prendre part à la préservation de l’environnement », l’article L. 110-1 du Code de l’Environnement rappelant que la biodiversité est une part du patrimoine commun de la nation, sa protection (organisée par l’art. L. 411-1 du même Code), sa mise en valeur étant d’intérêt général.
Quelques moyens permettent de répondre à ces deux objectifs souvent contradictoires. Par exemple, un arbre mort debout, même émondé (ébranché) présente au fur et à mesure de sa décomposition un risque croissant de chute en cas de tempête. Un tronc ancien peut s'effondrer sur lui-même. C'est pourquoi il est recommandé de préventivement suivre les arbres morts, monolithes ou chronoxyles situés au bord de chemins et autres axes de circulation. Ils feront l'objet de visites épisodiques et/ou peuvent être signalés par un panneau, voire isolés dans un périmètre de protection (ronces, buissons denses ou épineux, ou zone délimitée par un marquage de sécurité). Si le risque est jugé trop élevé, mais que l'arbre est jugé remarquable ou méritant d'être conservé debout, son tronc peut être consolidé. L'arbre peut être entouré d'une barrière ou signalé comme dangereux, ou en dernier ressort coupé ou couché au sol où il achèvera sa décomposition.
Les Cavités, arbres creux sont les habitats de nombreuses espèces, dont des espèces protégées. 
Surtout quand elles sont humides ou exposées à la pluie, elles sont une porte d'entrée naturelle pour les champignons, mais les animaux qui colonisent les cavités ne sont pas en tant que tels une source directe de risque sanitaire particulier pour l'arbre. Les espèces qui les occupent sont opportunistes ou sont détritivores omnivores, vivant dans le terreau qui s'y forme. Les oiseaux, fourmis ou mammifères insectivores qui s'y installent peuvent même consommer tous les insectes mangeuses de bois vivant qui tenteraient d'y pondre dans le bois. 
Certains oiseaux ont toutefois besoin des cavités dans les arbres, qu'ils soient excavateurs ou non : Pic maculé, Grand Pic, Petite Nyctale, Garrot à œil d'or, etc.
Il arrive que des enfants ou vandales cherchent à y mettre le feu, ou jettent des mégots ou des pétards dans les cavités (risque d'incendies), ou que par jeu, des promeneurs cherchent à pousser les troncs sur une pente ou dans l'eau (pour éviter cela, des troncs couchés sur le sol peuvent être à demi enterrés dans le sol ; ils y restent humides (difficilement inflammables) et difficiles à déplacer).
Ces cavités peuvent abriter des ruches sauvages ou des nids de frelons qui peuvent alors également être signalés au public.

### Risques et gestion des risques
Dans le cas des arbres morts ou chandelles encore debout, des inspections préventives régulières de la base du tronc, des racines, particulièrement après les tempêtes, après les longues périodes de pluie et/ou de gel permettent de prévenir les risques. Divers outils (endoscope, test de tension, marteloscope, etc.) permettent de mesurer la solidité d’un arbre mort et l'arboriste peut détecter d'éventuels défauts cachés, en observant des signes externes perceptibles sur l'écorce ou par la forme de l'arbre.
S’il est situé dans une zone de passage, avant qu’un monolithe ne risque de tomber, on peut le coucher au sol, où le travail de décomposition se poursuivra. Si le contexte se prête mal au maintien sur place de ce bois, il peut être transporté dans un endroit où il ne gênera pas.
Une réserve intégrale peut aussi être créée pour protéger une zone d’arbres sénescents ou des arbres morts remarquables.
Une grosse pièce de bois mort peut aussi être rendue peu accessible, par exemple dans une cour fermée de musée, d’école, de bibliothèque, d’université, etc. ou protégée par une clôture ou au milieu d’une pièce d’eau (dans un jardin ou au milieu d’une place publique par exemple).
Une surveillance et surtout beaucoup de pédagogie limiteront la tentation qui semble presque naturelle pour les enfants de faire tomber les chandelles et les plus petits de ces monolithes ou d’y mettre le feu en période de sécheresse.
Le monolithe, comme un chronoxyle, peut faire l’objet d’un suivi scientifique ou par les enfants d’une école durant plusieurs décennies, voire siècles.
Pour les arbres ou pièces les plus remarquables, il peut être utile de désigner un conservateur qui veillera à leur protection, éventuellement dans une réserve naturelle.
Le caractère esthétique et décoratif des monolithes, véritable sculpture évolutive et vivante peut être mis à profit par les artistes et paysagistes.

## Gérer, restaurer la ressource en vieux-bois et bois mort
Il est maintenant admis que les organismes saproxylophages constituent une grande part de la biodiversité forestière. Certains auteurs, sur la base d'analyses de corrélation entre l'offre naturelle en bois-mort et la diversité des espèces estiment même que la mesure du volume et de la diversité des bois morts est un très bon indicateur de la biodiversité forestière. Cependant, ce que pourrait être une « bonne gestion du bois mort » et la quantité idéale de bois-mort à conserver est encore discuté ; Le forestier ou l'arboriste sont encore confrontés à des conseils ou injonctions contradictoires.
Dans certaines régions, il était courant de le brûler sur place (écobuage), ce qui a pu être source d’incendies de forêt et de dégradation des sols privés de cette source de matière organique. Diverses autorités ou sources de conseils dans certains pays peuvent encore recommander de brûler certains bois (par exemple mort de phytopathologies réputées contagieuses telles que feu bactérien, ou graphiose de l'orme en Europe par exemple). En zone méditerranéenne, « nettoyer » les forêts de leur bois mort et broussailles est parfois une obligation.
Les forestiers soucieux d’une gestion plus écologique de leur forêt, qui veulent conserver du bois mort choisissent souvent de le regrouper en andains, dans le boisement ou en bordure de route ou de parcelle ; Ailleurs, ils cherchent à imiter la nature et à le conserver de manière dispersée là où il est tombé, en en débarrassant simplement les layons et pistes ou routes forestières, ce qui implique de favoriser une régénération naturelle, cette méthode étant peu compatible avec la plantation d’alignements de plants issus de pépinière. D'autres le laissent dans les cours d’eau ou les dépressions humides où il a pu être accumulé lors des coupes pour permettre le passage des engins (il peut alors être une source de pollution de l’eau, ou d’inondation d’une partie de la parcelle). Parfois ils ne conservent que des « petits bois » et souches. Ailleurs encore, des gestionnaires se proposent de valoriser le petit bois (en en faisant des copeaux pour le chauffage ou du charbon de bois).

### Gestion restauratoire
De nombreuses expériences ont été conduites, avec succès depuis quelques décennies, notamment au Royaume-Uni et en Suisse pour restaurer ou augmenter « l’offre en bois mort » et faciliter leur colonisation par la succession d'espèces saproxyliques. En France, le grenelle de l'Environnement a prévu un plan de restauration intitulé « Vieux-bois ». Des expériences de sensibilisation et de restauration existent, même en Île-de-France ou dans de grandes villes denses et peu boisées comme à Lille.
Trois méthodes, éventuellement complémentaires existent :
- importer du bois mort et en cours de décomposition s'il n'y en a pas sur le site, ou créer des chronoxyles ou monolithes (chandelles ou gros troncs morts, mis en sécurité s'ils sont dans une zone de passage) ;
- tuer des arbres en les conservant debout. Ceci se fait par annélation plutôt que par usage d'un phytocide (cf. toxicité environnementale) ;
- accélérer la production de bois mort ou sénescent sur les arbres vivants et non sur-âgés ;
  - par un élagage approprié (dit veteranisation chez les Anglais, Ted Green ayant été au Royaume-Uni le promoteur de cette méthode, également testée en France, par la ville de Lille par exemple. L'élagueur effectue une taille de mise en sécurité, mais en veillant à ce que ses coupes imitent les branches naturellement cassées par le vent, pour faciliter un processus de colonisation imitant ce qui se passe dans la nature.
  - en ne soignant pas les blessures graves causées par des tempêtes, la foudre ou des animaux (ce qui n'exclut pas une mise en sécurité) ;
  - en disposant du bois mort déjà colonisé contre des arbres récemment morts ou sur-âgés, éventuellement en ré-érigeant des troncs tombés (ex : expérience menée par Ted Green avec l’université de Windsor pour la conservation d’une espèce rare de champignon Hercium erinaceum (voir photo), possiblement menacée[52]. Une bille de bois de 4 m de long colonisée par ce champignon a par exemple été dressée et liée à un arbre sénescent, afin que le champignon puisse le coloniser[53])
  - en taillant les arbres de manière à conserver leurs cavités là où on cherchait autrefois à les éliminer
  - en apposant des morceaux de bois mort et creux à des troncs ou grosses branches à diverses hauteurs pour à la fois reconstituer une offre en cavité et bois mort et une source de colonisation par les communautés saproxylophages.

Ces expériences concernent généralement des parcs urbains ou privés, des campus universitaires et plus rarement des forêts de production.

### Premiers résultats
Nombre de ces expériences étant très récentes, il faudra quelques décennies pour quantifier toute leur efficacité, mais des résultats significatifs sont mesurés dans la décennie suivant le début de ces programmes.
Par exemple, les monitorings de la « Station ornithologique suisse » ont montré que la restauration de la quantité et qualité des bois morts et sénescents (suivi par l'Inventaire forestier national suisse) a permis une très nette augmentation des populations reproductrices des espèces forestières dépendantes de plusieurs types de bois mort (pic noir, Pic épeiche, Pic mar, Pic épeichette, pic vert, pic tridactyle ainsi que mésange huppée, mésange boréale et grimpereau des bois) de 1990 à 2008, dans les parcelles où le bois mort a augmenté, bien dans une mesure variant selon ces espèces. 
Le pic à dos blanc a même fortement élargi son aire dans l’Est de la Suisse.
Pour toutes les espèces suivies, hormis pour le pic vert et le pic mar,,, la disponibilité croissante en bois mort semble être le facteur explicatif le plus important. Ces espèces consommant les insectes parasites des arbres, on peut supposer que la résilience écologique des forêts en sera améliorée.

### Création d'habitats de substitution
La biologie de la conservation cherche à permettre aux cortèges saproxylophages de survivre, alors que leur habitat disparaît ou a disparu, et qu’il faut de 200 à 600 ans pour produire les arbres qui leur conviendraient le mieux, et alors que l’augmentation du prix du pétrole pousse à exploiter la forêt qui en Europe s’est peu à peu reconstituée depuis deux siècles. En zone tropicale la situation est très variée, selon qu’il s’agisse des forêts primaires (en forte régression), secondaire ou de plantations totalement artificielles (palmier à huile d'Afrique, Eucalyptus…).
La conservation de réseaux de réserves biologiques intégrales et de zones plus riches en bois mort dans les forêts gérées est un engagement de l'ONF en France, et est encouragée en forêt privée et hors de France par de grandes ONG (Greenpeace, WWF, Les Amis de la Terre) et par les écolabels, ainsi que par quelques institutions (UICN, Museums, Commission européenne…), mais le bois mort protégé pour des raisons environnementales ne concerne à ce jour qu’une infime part des surfaces de forêts gérées. 
De plus il est apparu récemment que la connectivité des morceaux de bois mort entre eux étaient un facteur essentiel pour la colonisation des arbres récemment morts, facteur qui n'a généralement pas été pris en compte dans les stratégies des gestionnaires forestiers. 
L'ONF s'engage à maintenir :
- des Îlots de vieillissement que l'office a défini comme « petit peuplement ayant dépassé les critères optimaux d’exploitabilité économique et qui bénéficie d’un cycle sylvicole prolongé pouvant aller au double de ceux-ci. L’îlot peut faire l’objet d’interventions sylvicoles afin que les arbres du peuplement principal conservent leur fonction de production. Ils sont récoltés à leur maturité et de toute façon avant dépréciation économique de la bille de pied. L’îlot bénéficie en outre d’une application exemplaire des mesures en faveur de la biodiversité (arbres morts, arbres à cavités…). Un îlot est discrètement matérialisé sur le terrain et repéré sur plan. Le recrutement d’îlots et leur maintien est examiné à chaque révision d’aménagement forestier) » et 
-des îlots de sénescence définis comme (« petit peuplement laissé en évolution libre sans intervention culturale et conservé jusqu'à son terme physique, c’est-à-dire jusqu’à l’effondrement des arbres (exploitabilité physique). Les îlots sont composés de préférence d’arbres à faible valeur économique et qui présentent, si possible, une valeur biologique particulière (gros bois à cavités, vieux bois sénescents…). Ces îlots n’ont pas une distribution homogène dans l’espace, ils sont préférentiellement recrutés dans des peuplements de qualité moyenne à médiocre, des peuplements peu accessibles, des séries d’intérêt écologique boisées... Ces îlots sont choisis hors des lieux fréquentés par le public pour des raisons de sécurité et de responsabilité »).
Quand il n'y a plus de bois mort, quelques arbres de moindre valeur économique ou sans valeur peuvent être tués par annélation pour contribuer à recréer une offre en bois mort.
De même, des chronoxyles (monoliths ou snag pour les Anglo-Saxons) sont un des moyens originaux et pédagogiques de sauver les invertébrés saproxyliques et leurs prédateurs, en leur offrant un habitat provisoire de substitution, en attendant que dans les forêts, les haies, les jardins, une source suffisante et correctement connectée de bois mort soit disponible.
Les arbres urbains et les arbres-têtards ou émondés peuvent dans une certaine mesure offrir des habitats de substitution aux espèces forestières vivant dans les arbres sénescents, mais ils sont souvent trop isolés pour être colonisés par les espèces à faibles déplacements, et les arbres urbains et de bords de route peuvent avoir bioaccumulé du plomb et d’autres contaminants ou être exposé à une pollution chronique nuisible aux communautés saproxylophages complexes. Ils permettent au moins d’abriter des cortèges simplifiés d’espèces les plus ubiquistes.

### Objectifs quantitatifs
En Suisse, dès 1960, le service forestier a eu l'ordre de mettre en œuvre une sylviculture « proche de la nature », notamment en ne plantant que des essences adaptées à la station. Puis, les dégâts de la tempête « Vivian » (1989) ont suscité des discussions en 1990 sur la nécessité ou non d'enlever le bois tombé et mort. Une grande partie du bois mort a finalement été laissé sur place. La Suisse est redevenue riche en bois mort (366 m3/ha en 1996.et les forestiers ont constaté que la régénération naturelle a immédiatement suivi la tempête, là où l'écorce était restée sur place (les écorces étaient souvent réputées abriter des scolytes, souvent considérés comme dangereux pour les arbres restés debout).
Le WWF recommande en Europe de l'Ouest :
- en forêt gérée : 20 à 30 m3/ha d'ici à 2030, dont au moins 2 volis et 2 chablis de diamètre (à 1,30 m de hauteur) > 40 cm.
- en forêt protégée ou non exploitée (parc public) : un niveau naturel (> 40 m3/ha), avec libre évolution (type UICN I à IV)
- avec le renforcement d'un réseau de réserves naturelles intégrales de référence (type UICN I) représentatif de tous les types forestiers.

Quelques pays ont des objectifs à moyen terme. Par exemple en 2015 les objectifs sont
- en Région flamande (Belgique), de 4 % du volume de bois sur pied en bois mort, 10 arbres sénescents par ha, et 10 % de la surface forestière en réserve intégrale.
- en Région wallonne (Belgique), de 2 gros bois/ha (DBH > 40 cm), deux arbres sénescents par ha, et environ 3 % de la surface forestière en réserve intégrale.
- Au Luxembourg, de 5 % du volume de bois sur pied en bois mort, 20 m3/ha d'arbres sénescents par ha, et 5 % de la surface forestière en réserve intégrale.

## Galerie d'images

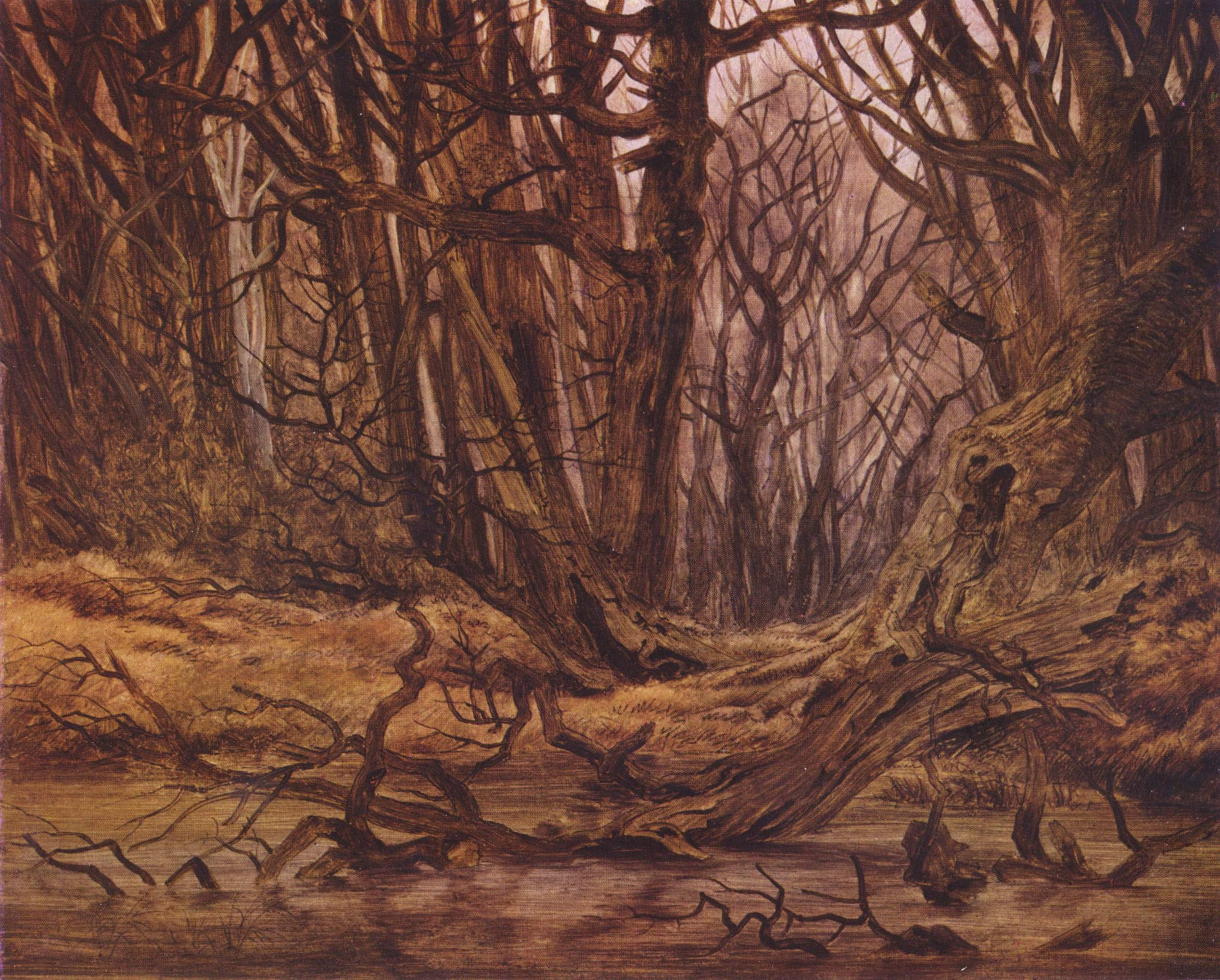
Peinture de Caspar David Friedrich, peintre romantique et de la naturalité.
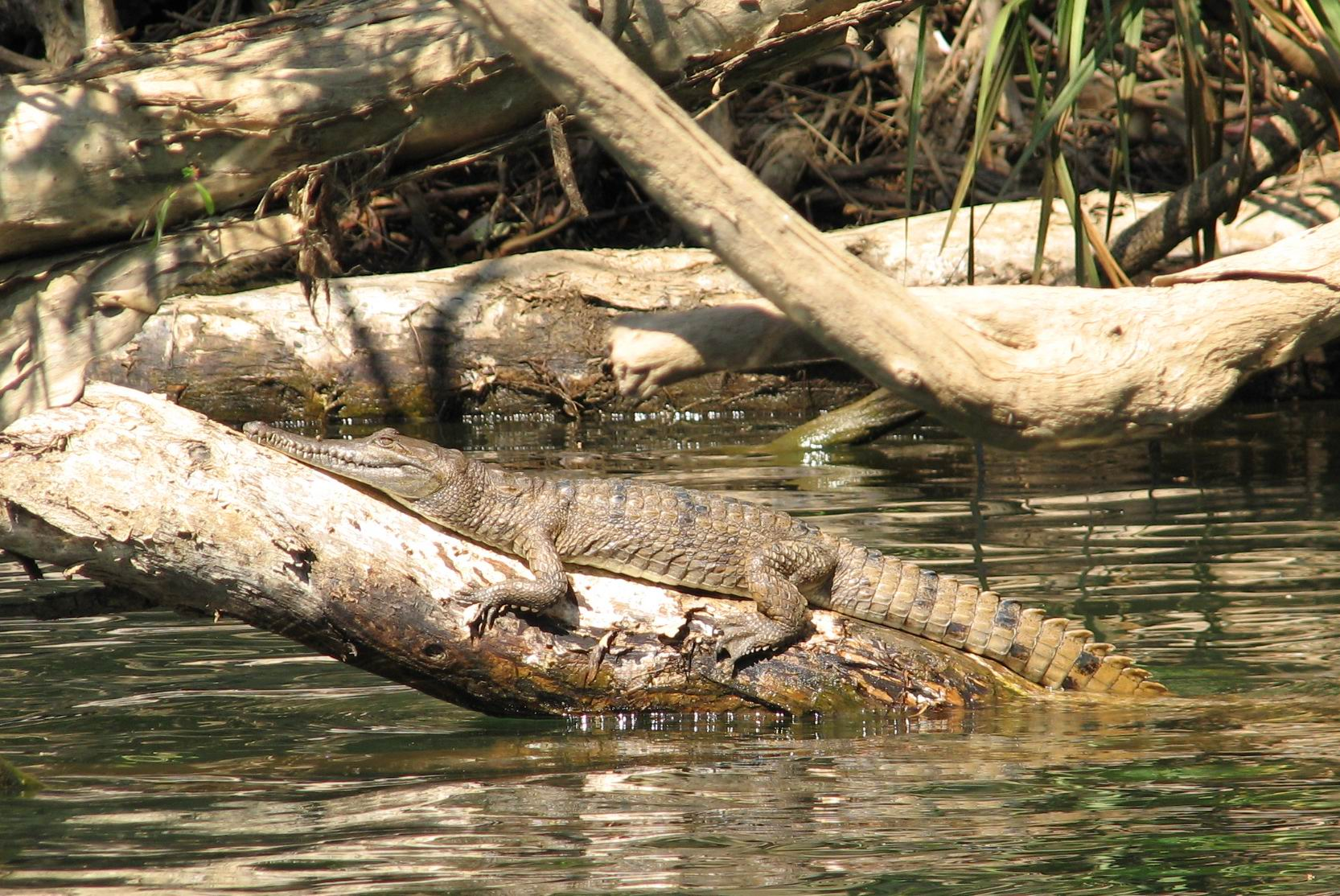
Les troncs couchés dans l'eau offrent des perchoirs et reposoirs aux oiseaux et reptiles aquatiques.
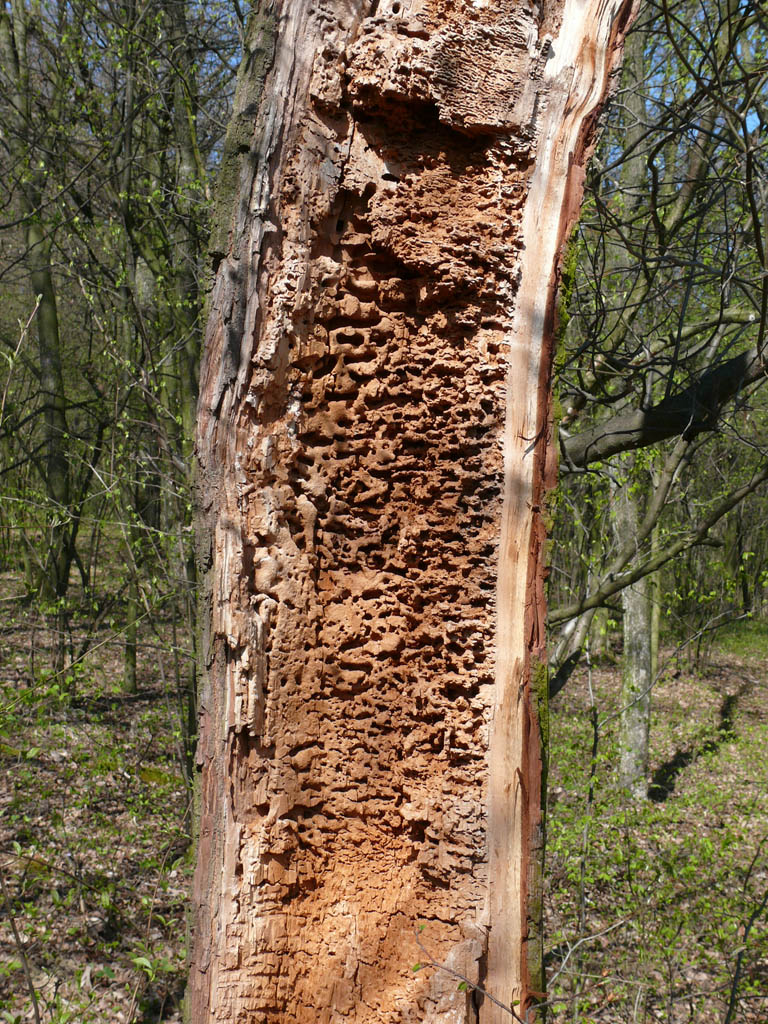
Galeries creusées dans le bois mort.
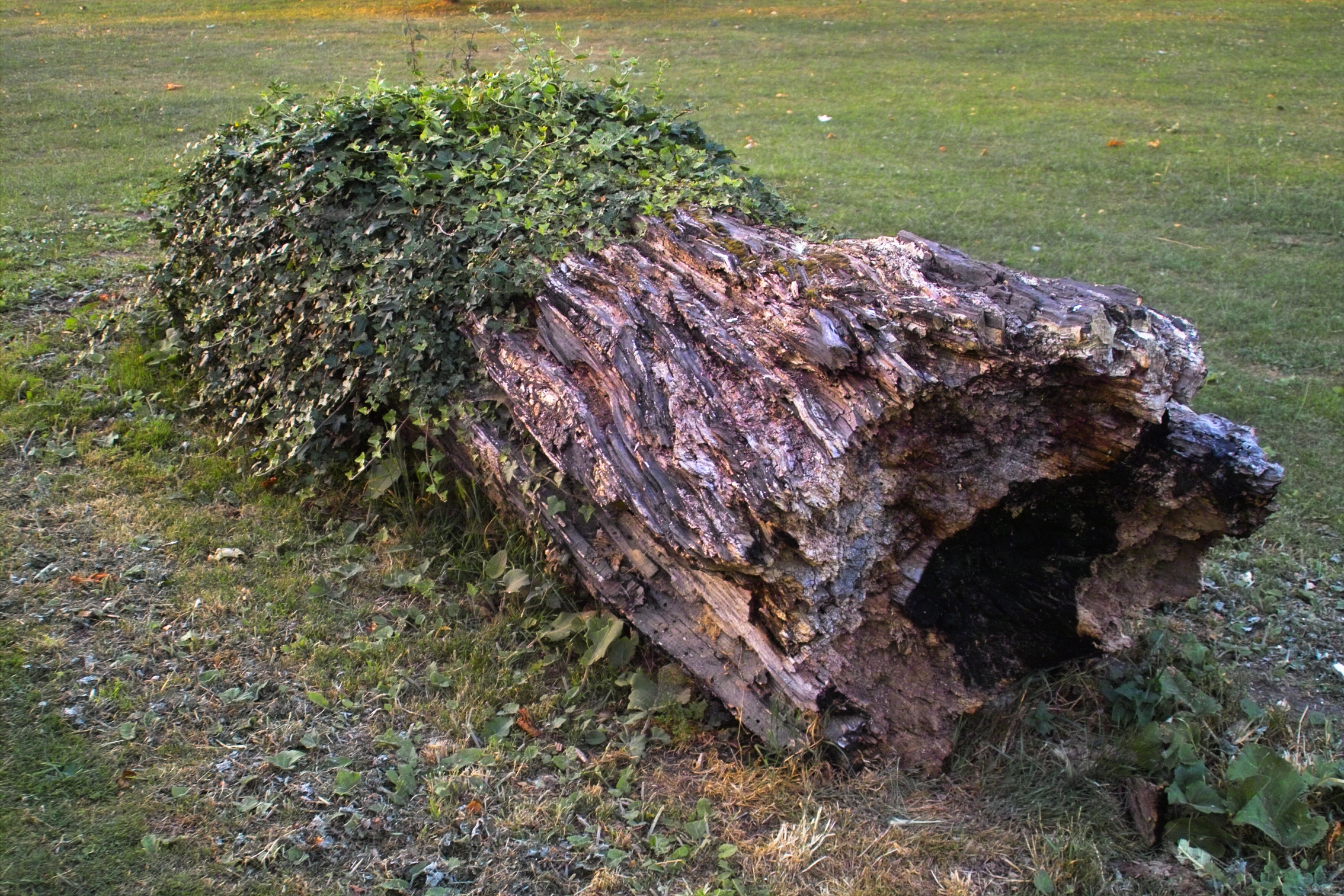
Reste de tronc couché.
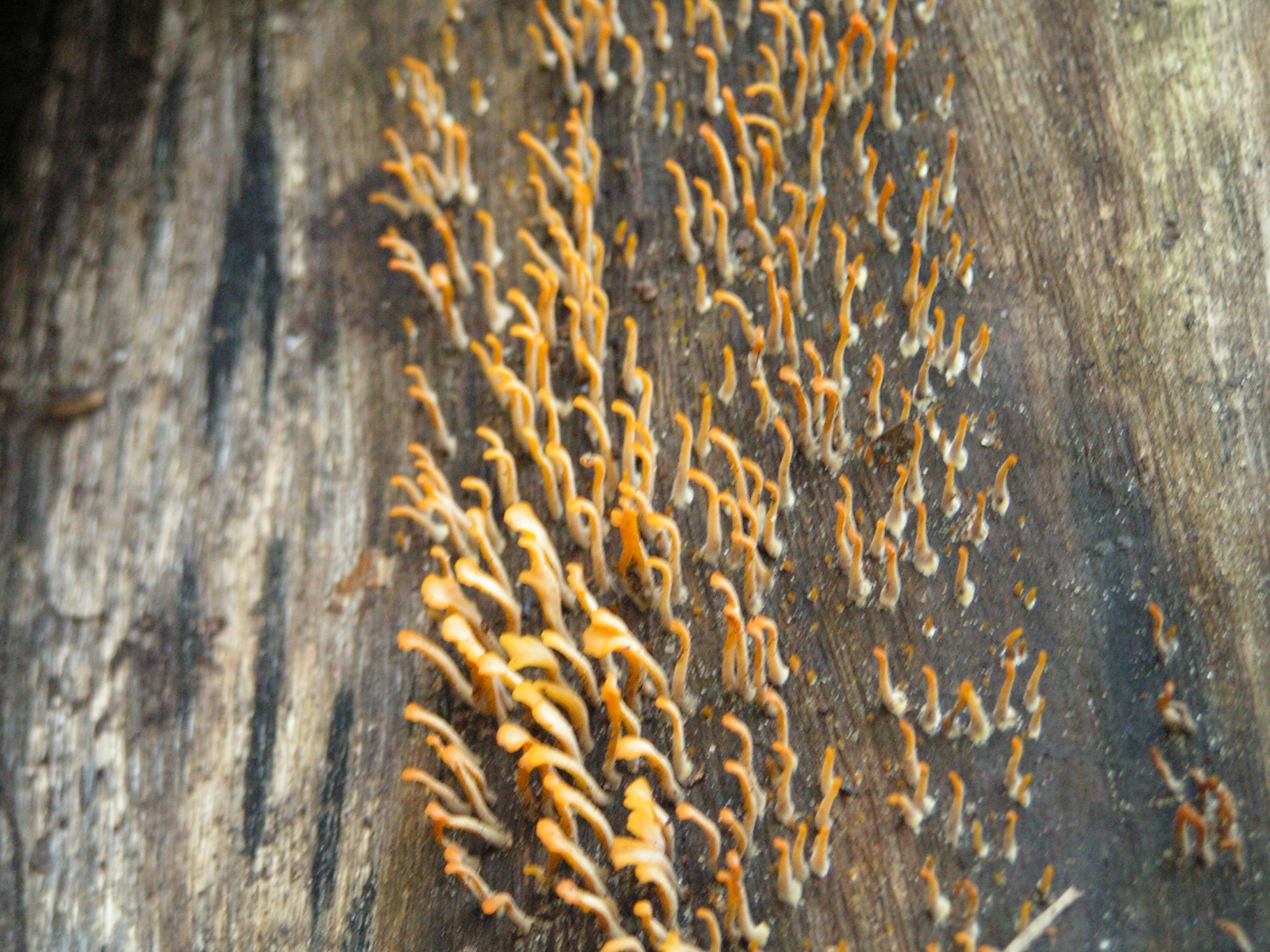
Champignons colonisant la surface d'un tronc.
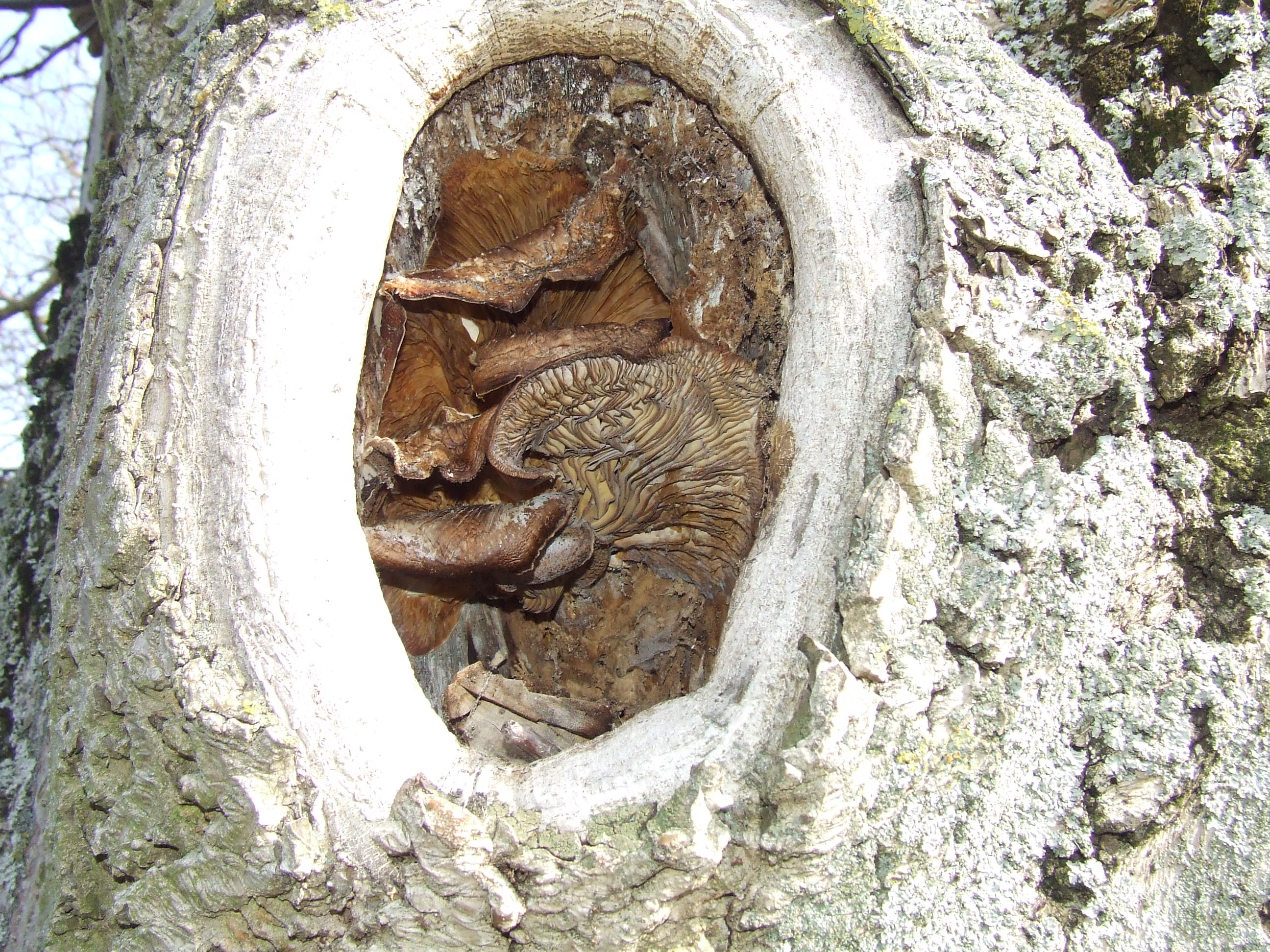
Champignons colonisant l'intérieur d'un arbre sénescent.
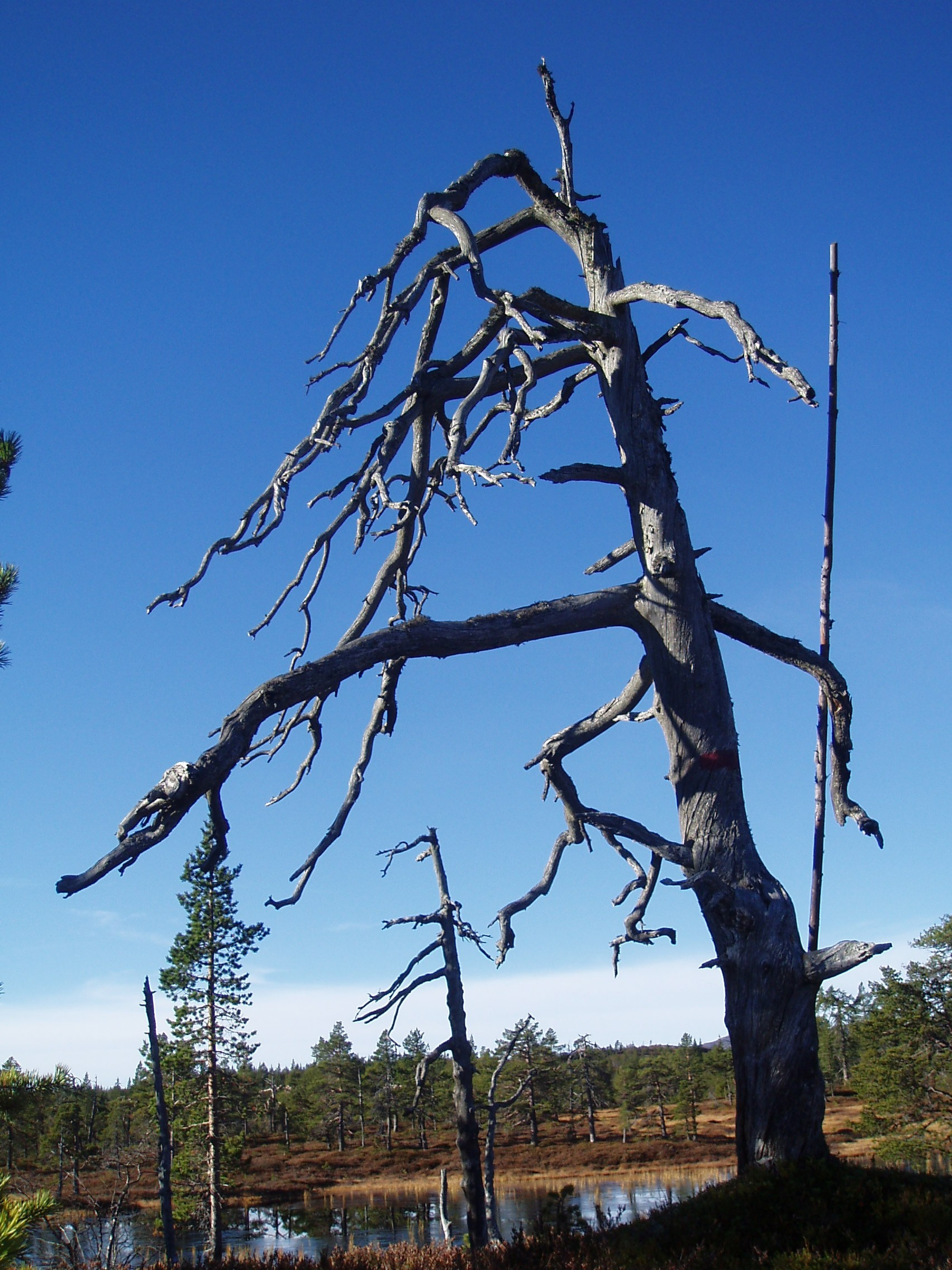
Pinus sylvestris naturellement mort, montagnes de l'Est de la Norvège.
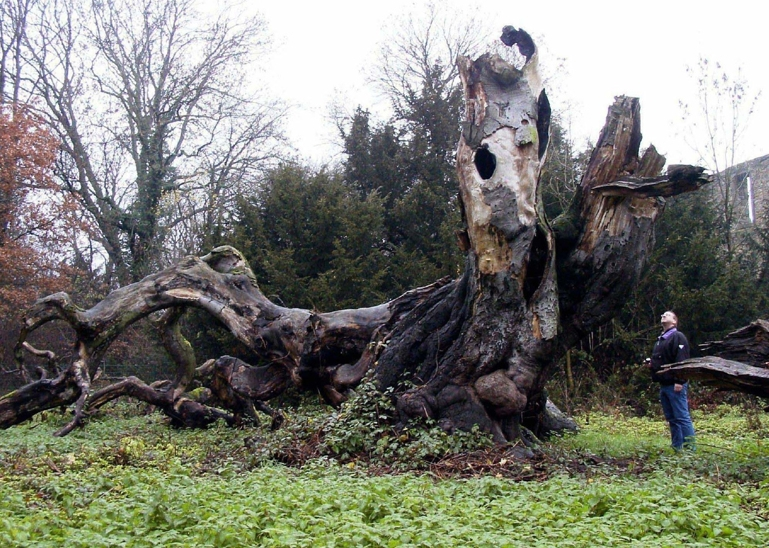
Grand hêtre tortueux mort.
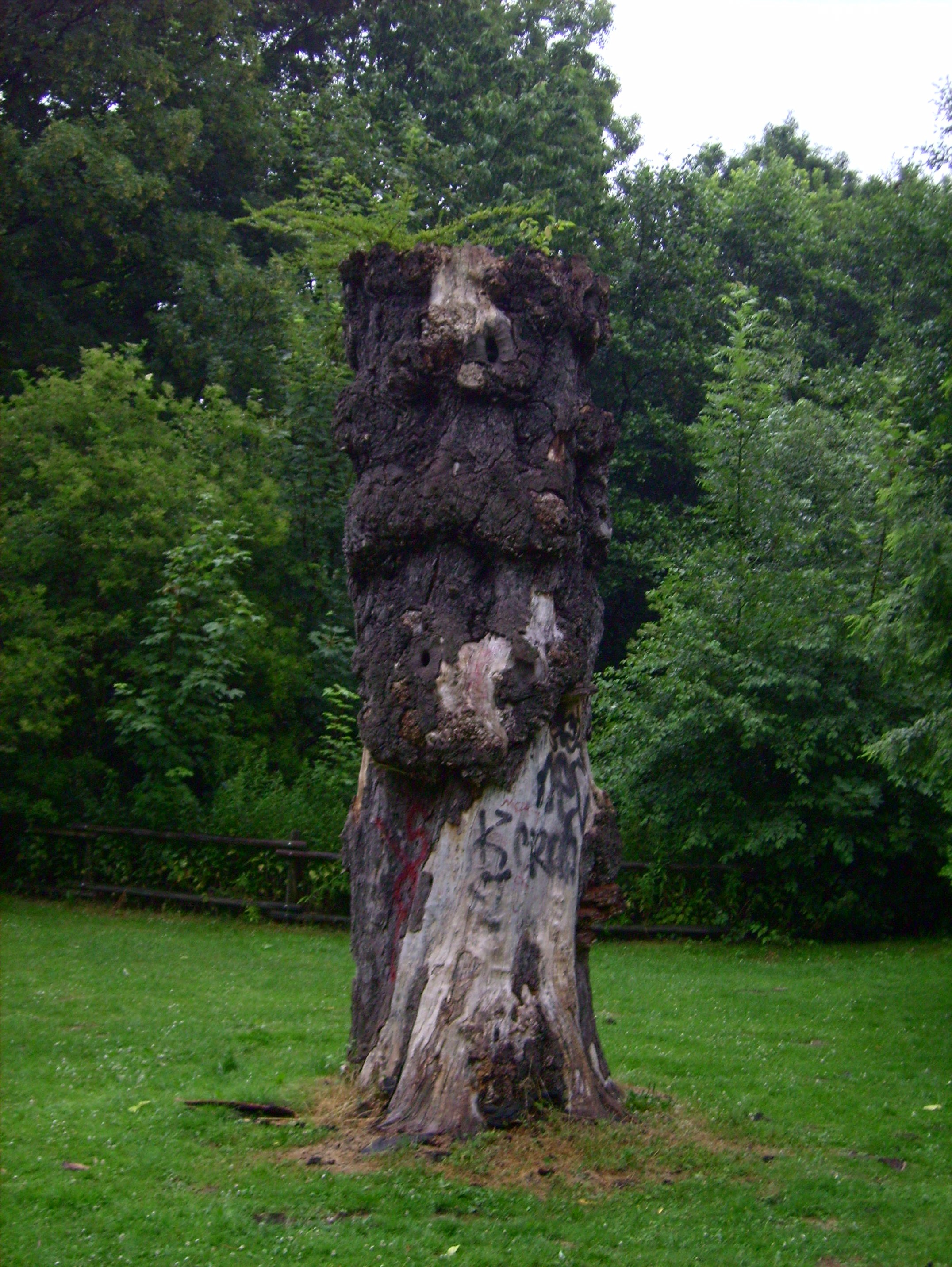
Tronc isolé dans une prairie.
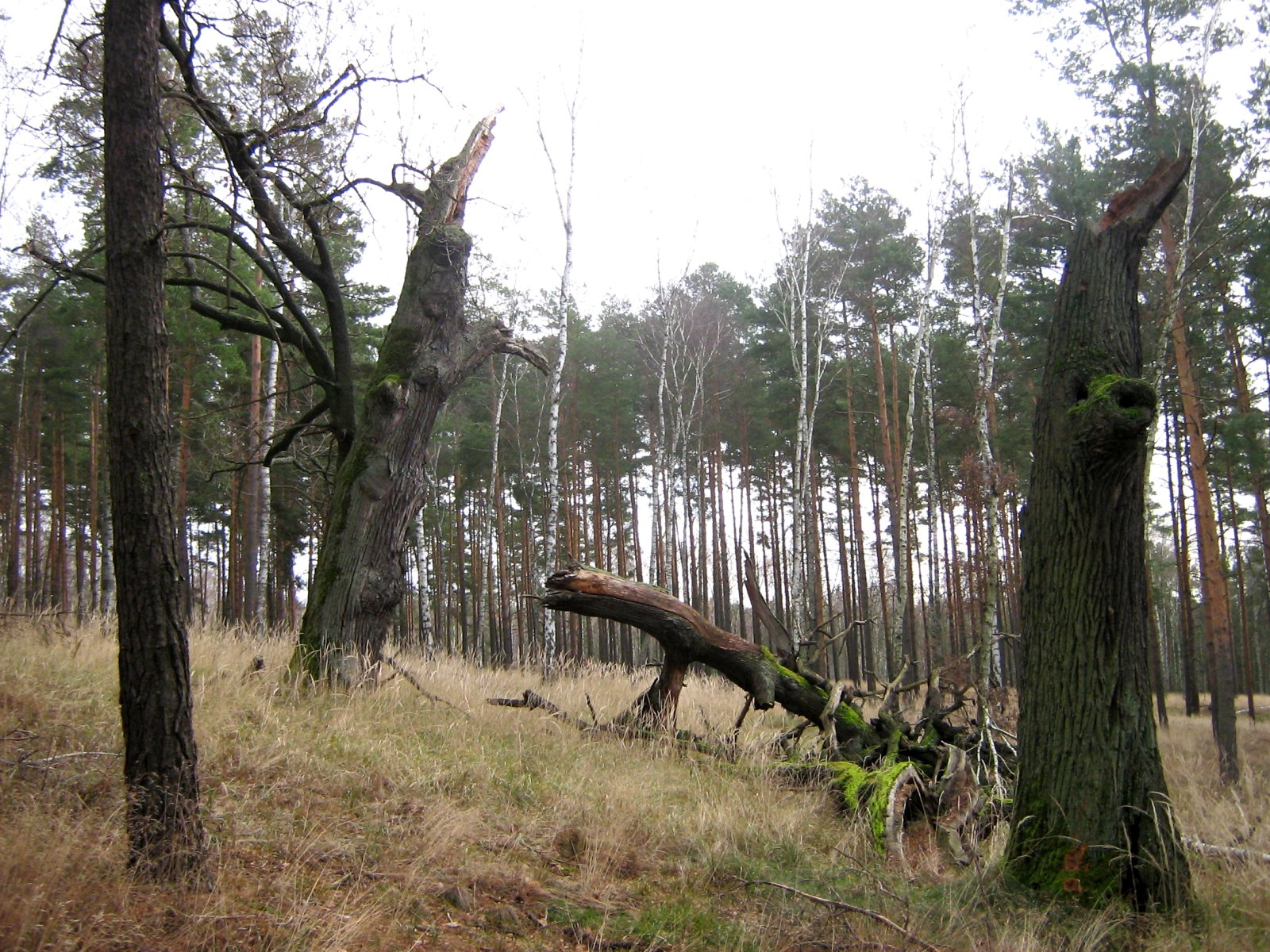
Landkreis Dahme-Spreewald, Brandenburg (Allemagne).
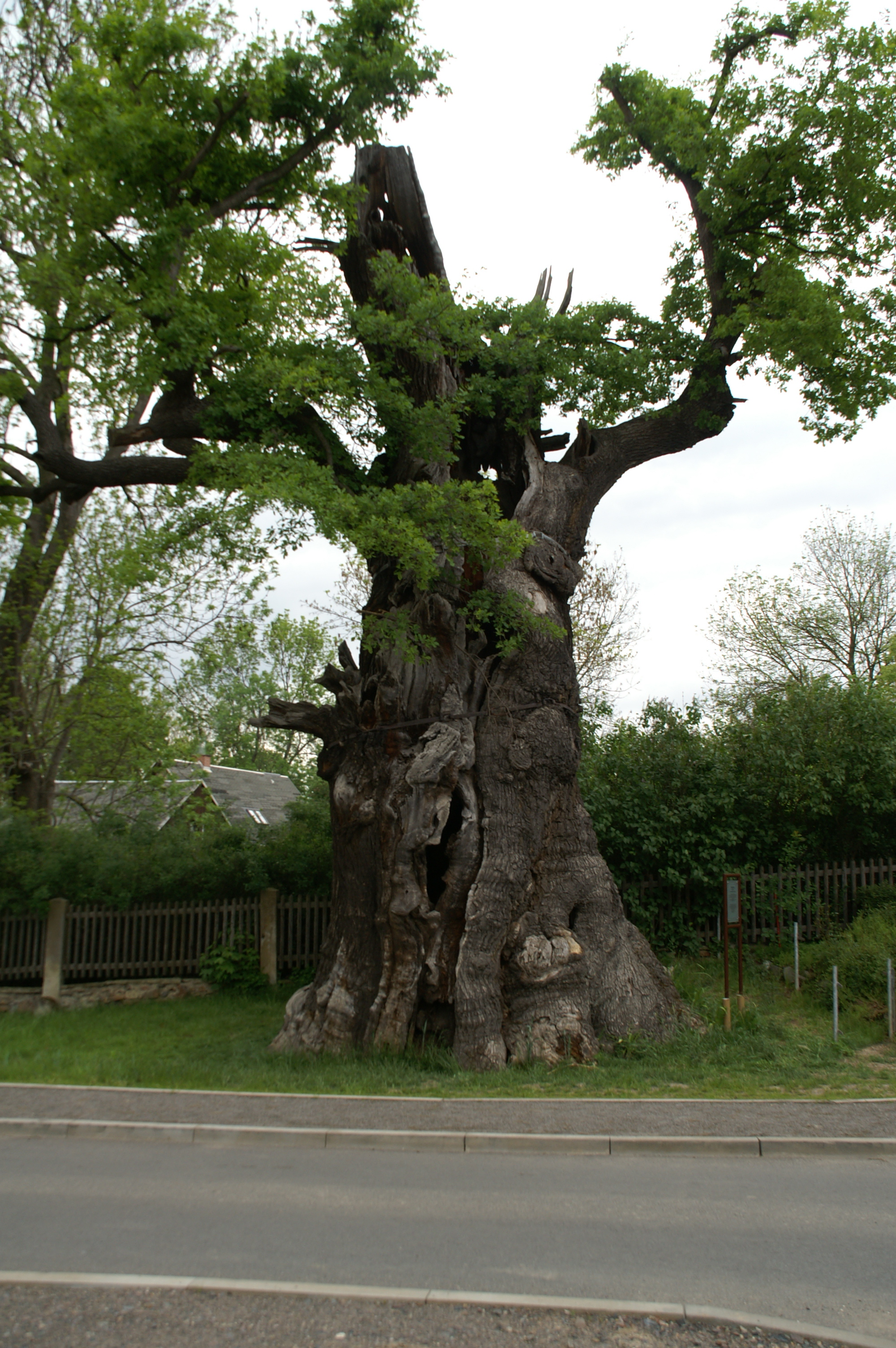
Chêne allemand cerclé, à Nöbdenitz.
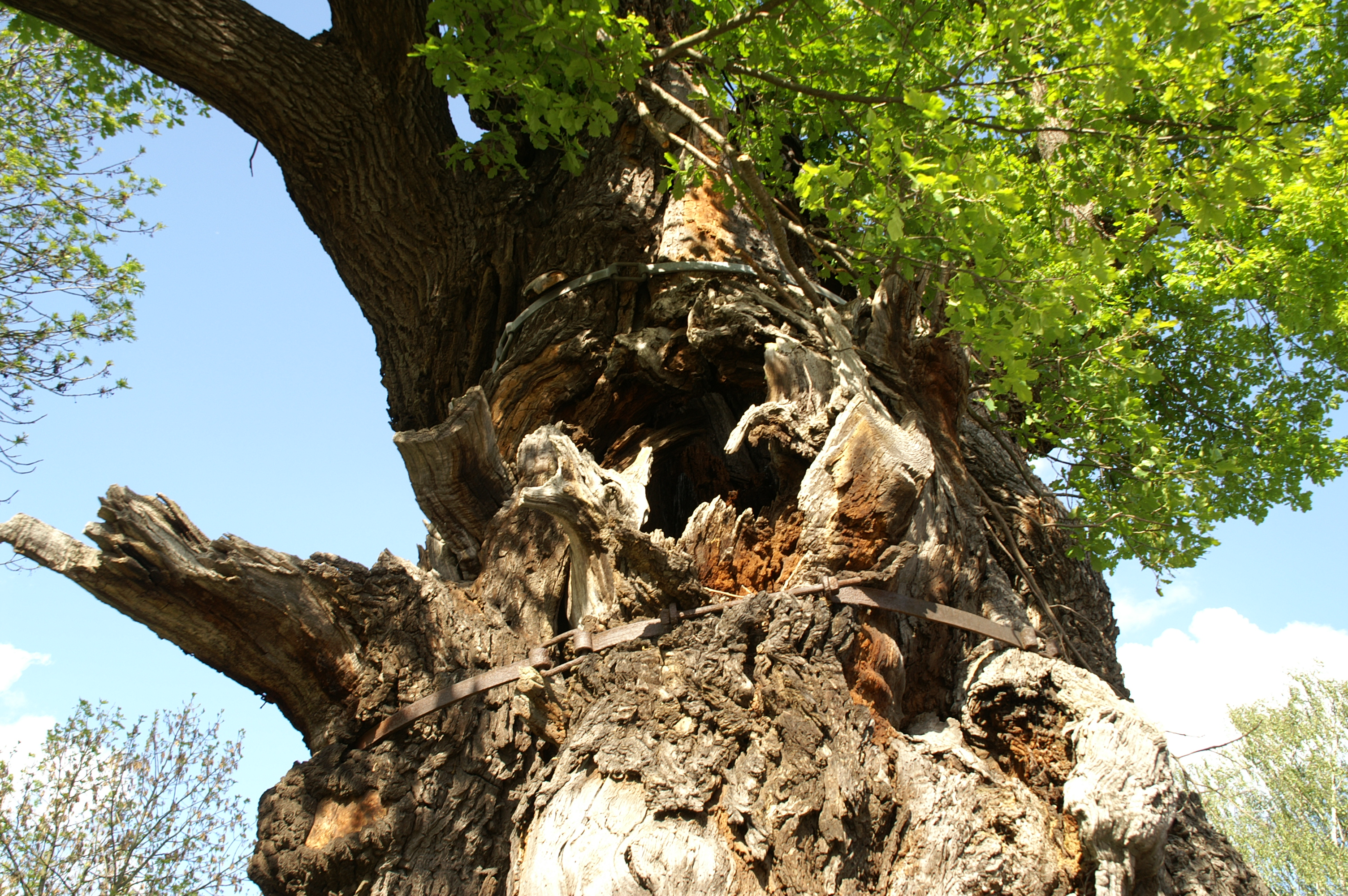
Détail du cerclage.
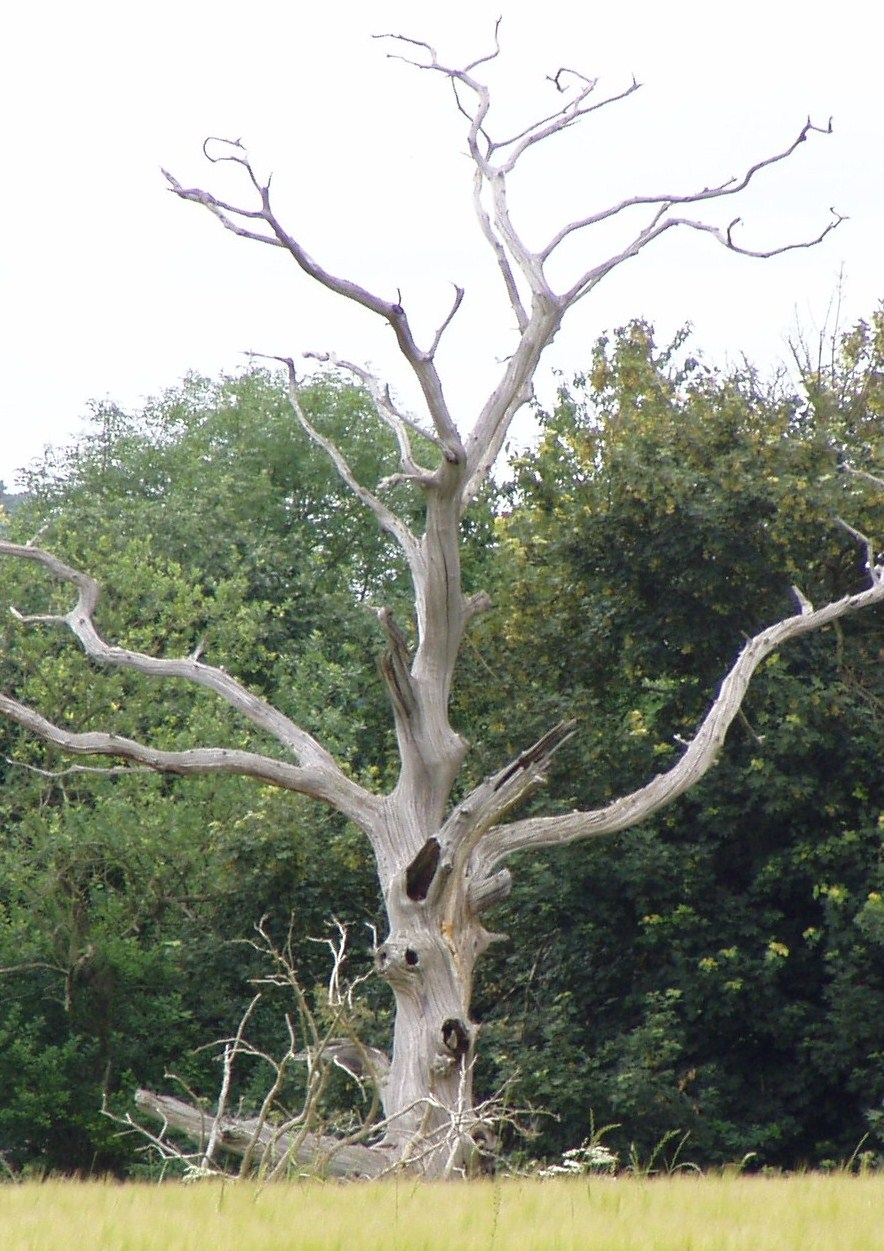
Bois mort et creux, idéal pour certaines chauve-souris et autres cavernicoles.
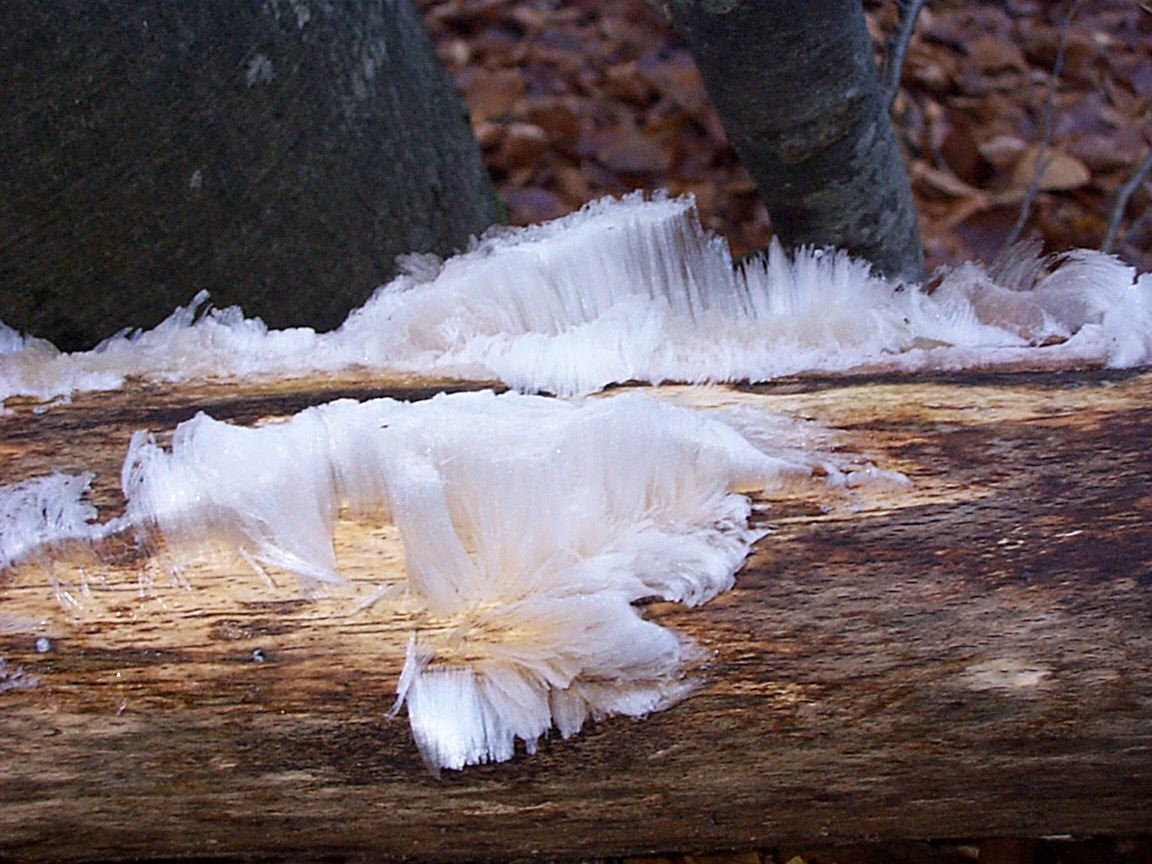
Effet du froid sur bois mort humide (contraction du bois : l'eau « exprimée » gèle).
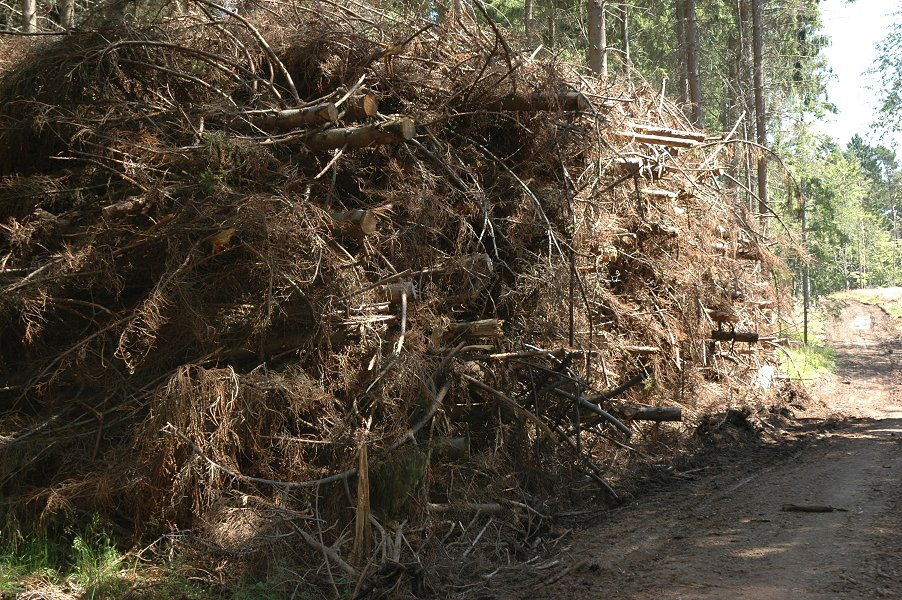
Accumulation de bois mort (résineux).
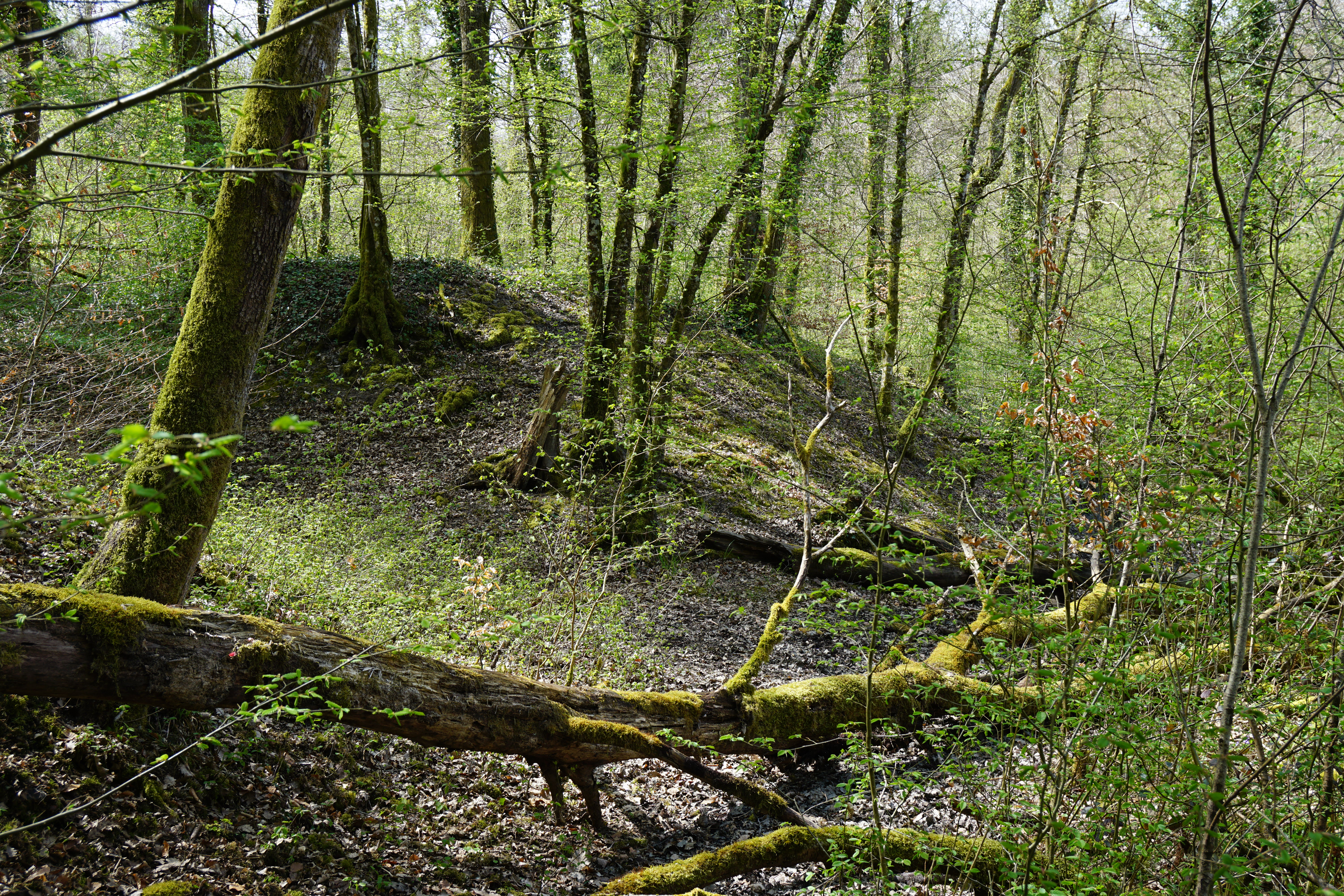
Tronc tombés naturellement sur un ancien terril des mines de Gémonval laissé en friche plusieurs décennies.
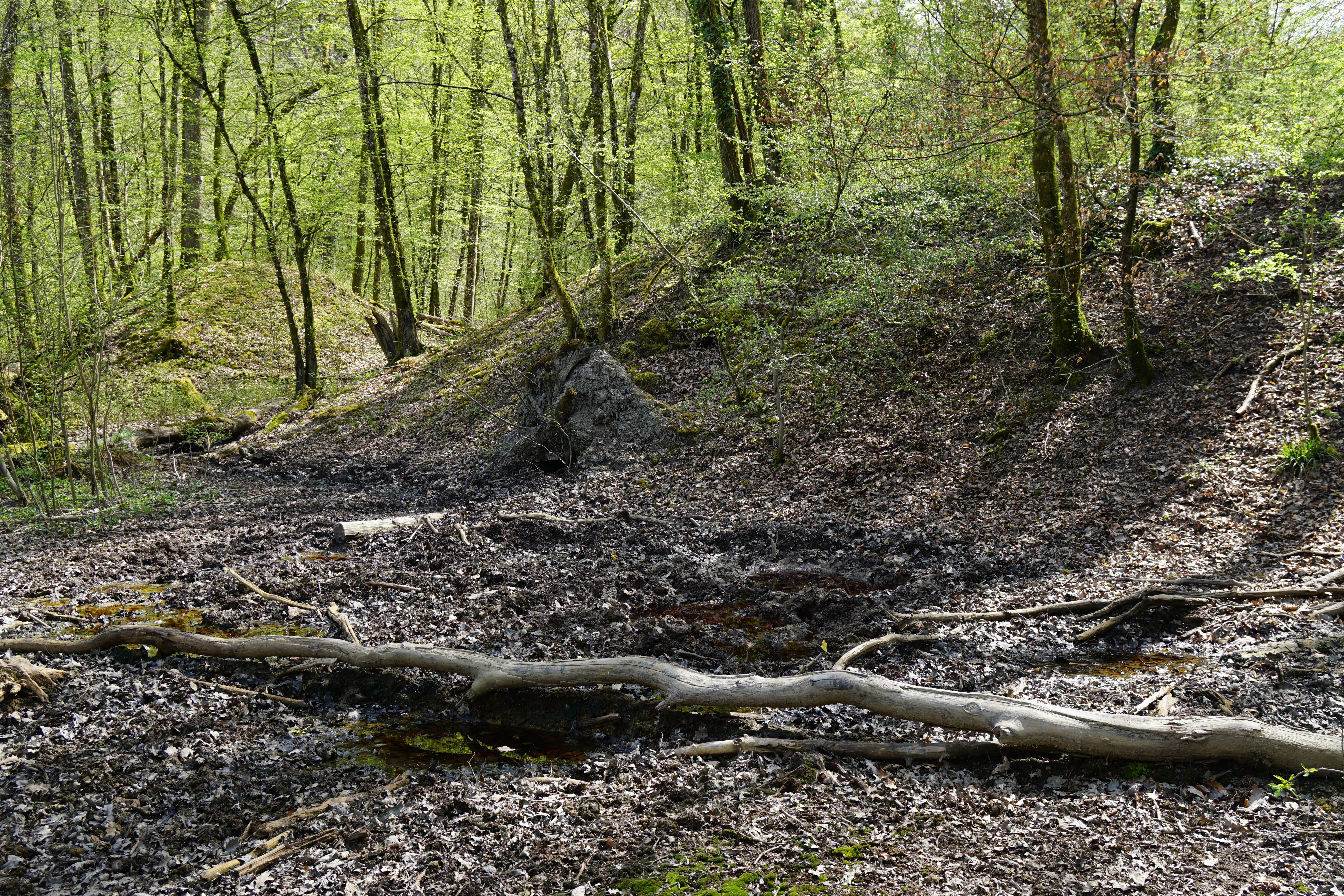
Tronc sec, plus ancien, au même endroit.
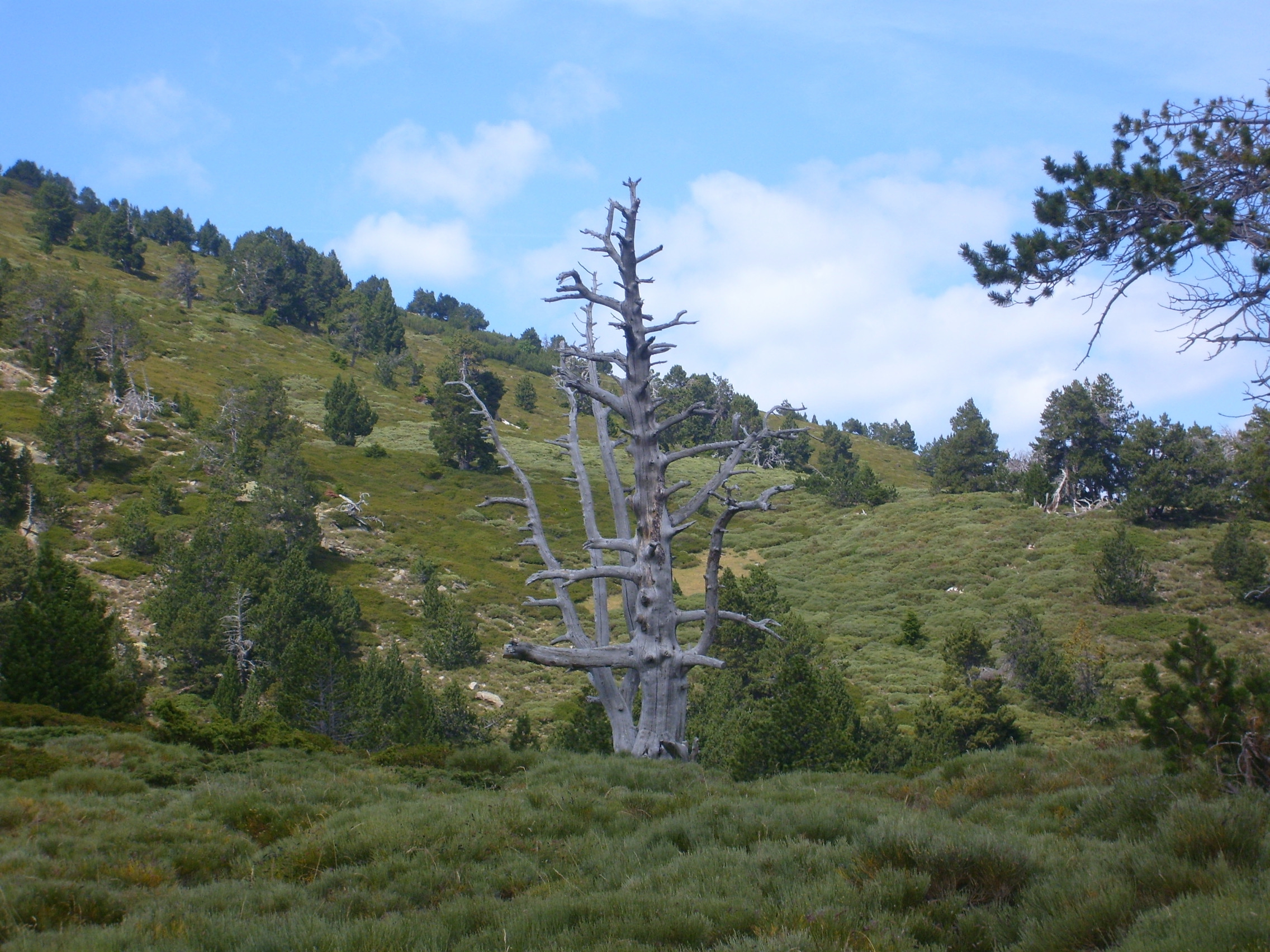
Arbre mort sur les pentes du Canigou (France).

### Biographie
- (en) J. N. Stokland, J .Siitonen ; B. G. Jonsson, Biodiversity in dead wood, Cambridge University Press, 2012, 525 p. (lire en ligne)

### Statistiques
- France :
  - Observatoires national de la biodiversité Volume de très gros bois vivant et morts dans les sylvo-écorégions pour 2009-2010, d'après sources IGN & IFN 2012
  - IGN, Bois mort en forêt